# Casos de agressão sexual de Bill Cosby

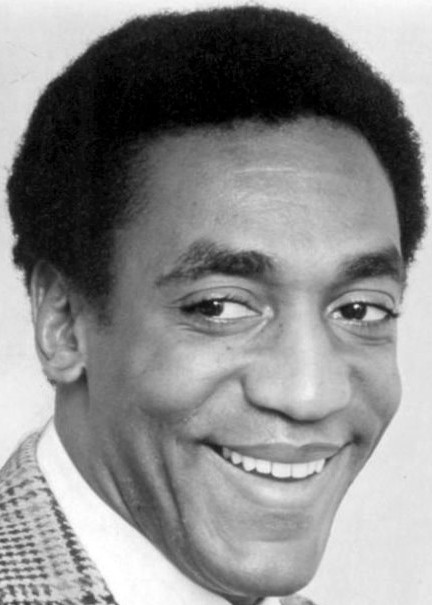
Bill Cosby em 1969

Em 2014, surgiram múltiplas alegações de que Bill Cosby, uma personalidade da mídia americana, havia abusado sexualmente de dezenas de mulheres ao longo de sua carreira.
Cosby era bem conhecido nos Estados Unidos por sua imagem excêntrica e ganhou a reputação de "Pai da América" por sua interpretação de Cliff Huxtable em The Cosby Show (1984–1992). Ele recebeu numerosos prêmios e graus honorários ao longo de sua carreira, muitos dos quais foram revogados posteriormente. Havia alegações anteriores contra Cosby, mas elas foram rejeitadas e as acusadoras foram ignoradas ou desacreditadas.
Cosby foi acusado por mais de 60 mulheres de Estupro, Agressão sexual facilitada por drogas, Agressão sexual, Abuso sexual infantil e Assédio sexual. As datas dos supostos incidentes variam de 1965 a 2008, ocorrendo em dez estados dos EUA e em uma província canadense.
Cosby manteve sua inocência e negou repetidamente as alegações, mas elas efetivamente encerraram sua carreira e destruíram seu legado. Em meio às alegações, inúmeras organizações romperam relações com Cosby e revogaram honrarias e títulos que lhe haviam sido concedidos. Organizações de mídia retiraram reprises de The Cosby Show e de outros programas de televisão com Cosby da exibição. Noventa e sete faculdades e universidades revogaram graus honorários.
A maioria dos atos alegados está fora do prazo prescricional para processos criminais, mas foram apresentadas acusações criminais contra Cosby em um caso e inúmeras processo civils foram movidas contra ele. Em novembro de 2015, oito processos civis relacionados estavam ativos contra ele.
Gloria Allred representou 33 das supostas vítimas.
Em julho de 2015, alguns registros judiciais do processo civil de 2005 movido por Andrea Constand contra Cosby foram revelados e divulgados ao público. A transcrição completa de seu depoimento foi divulgada à mídia por um serviço de reportagem judicial. Em seu depoimento, Cosby admitiu ter tido relações sexuais casuais envolvendo o uso recreativo do sedativo-hipnótico methaqualone (Quaaludes) com uma série de mulheres jovens, embora com o consentimento e conhecimento plenos delas, e reconheceu que a administração do medicamento sob prescrição era ilegal.
Em dezembro de 2015, três acusações de crime grave de Classe II de agressão indecente agravada foram apresentadas contra Cosby no Condado de Montgomery, Pennsylvania, com base nas alegações de Constand referentes a incidentes ocorridos em janeiro de 2004. O primeiro julgamento de Cosby, em junho de 2017, terminou em um julgamento nulo.
Cosby foi considerado culpado de três acusações de agressão indecente agravada em um novo julgamento em 26 de abril de 2018 e, em 25 de setembro de 2018, foi condenado a três a dez anos de prisão estadual e multado em US$ 25.000, além dos custos da acusação, US$ 43.611.
Cosby recorreu em 25 de junho de 2019, e o veredicto foi subsequentemente mantido, com o recurso concedido pelo Tribunal Supremo da Pensilvânia.
Em 30 de junho de 2021, o Tribunal Supremo da Pensilvânia constatou que um acordo com um promotor anterior, Bruce Castor, impedia que Cosby fosse acusado no caso, e anulou a condenação.
A decisão do Tribunal Supremo impede que ele seja julgado pelas mesmas acusações uma terceira vez.
O escritório do promotor do Condado de Montgomery entrou com uma petição de certiorari pedindo à Suprema Corte dos EUA que ouvisse o caso, mas em 7 de março de 2022 a petição foi negada, tornando a decisão do Tribunal Supremo estadual definitiva.
Os problemas legais de Cosby continuaram após sua libertação da prisão. Em 2014, Judy Huth havia entrado com um processo civil contra Cosby na Califórnia, alegando que ele a havia abusado sexualmente em 1975, quando ela tinha 16 anos. O julgamento começou em 2022, e o júri decidiu a favor de Huth. Cosby foi condenado a pagar US$ 500.000 em danos compensatórios.
Em 2023, nove mulheres entraram com processos por agressão sexual contra Cosby.

## Contexto

### Alegações de 1965 a 1996
A mais antiga alegação contra Bill Cosby remonta a dezembro de 1965: em 2005, Kristina Ruehli surgiu como Jane Doe #12 no caso Andrea Constand e alegou que Cosby a havia drogado e agredido em sua residência em Beverly Hills. Além disso, Ruehli afirmou ter contado a seu namorado sobre o incidente e ter relatado o ocorrido para sua filha, na década de 1980.
No início da década de 1980, Joan Tarshis contou ao repórter freelancer John Milward sobre uma suposta agressão sexual por parte de Cosby. Milward não escreveu sobre as alegações.
Em 1996, a Playboy Playmate Victoria Valentino concedeu uma entrevista gravada em vídeo na qual fez alegações de agressão sexual contra Cosby. A entrevista foi realizada para um reportaigem sobre a vida das modelos da Playboy, mas nunca foi publicada.
Após o ressurgimento das alegações em 2014, Wendy Williams lembrou que, durante seu programa de rádio em 1990, ela mencionou as acusações de agressão sexual contra Cosby publicadas no tabloide National Enquirer. Williams disse que Cosby ligou para seu chefe no meio da transmissão exigindo que ela fosse demitida.

### Alegações e investigações posteriores (2000–2006)
Em 1º de fevereiro de 2000, de acordo com uma declaração fornecida pelo detetive Jose McCallion da Unidade de Vítimas Especiais do Procurador do Condado de Nova Iorque, Lachele Covington, que tinha 20 anos na época, apresentou uma denúncia criminal contra Cosby, alegando que em 28 de janeiro de 2000, em sua residência em Manhattan, ele tentou enfiar as mãos em suas calças e depois se expôs. Covington também alegou que Cosby agarrou seus seios e tentou colocar as mãos em suas calças. Cosby foi interrogado e insistiu que "não era verdade". O Departamento de Polícia de Nova Iorque (NYPD) encaminhou sua denúncia ao Procurador, mas este optou por não processá-lo.
Em janeiro de 2004, Andrea Constand, ex-funcionária da Temple University, acusou Cosby de tê-la drogado e de ter cometido toques inapropriados; contudo, em fevereiro de 2005, o Procurador do Condado de Montgomery, na Pensilvânia, afirmou que não haveria acusações devido à insuficiência de evidências credíveis e admissíveis. Constand então entrou com uma ação civil em março de 2005, com treze mulheres como potenciais testemunhas caso o processo fosse a julgamento.
Cosby fez um acordo extrajudicial por um valor não divulgado em novembro de 2006.
Após saber que as acusações não foram prosseguidas no caso Constand, a advogada californiana Tamara Lucier Green, a única mulher nomeada publicamente naquele processo, apresentou alegações em fevereiro de 2005 de que Cosby a havia drogado e agredido nos anos 1970.
O advogado de Cosby afirmou que o relato de Dickinson diferia dos relatos anteriores que ela havia dado sobre o incidente e divulgou uma declaração que dizia, em parte: "O Sr. Cosby não pretende dignificar essas alegações com qualquer comentário."
Uma declaração subsequente descartou as alegações como "infundadas" e um exemplo de "vilipêndio midiático".
Uma declaração conjunta de Cosby e Constand, que havia recebido um acordo extrajudicial em 2006, esclareceu a declaração divulgada alguns dias antes, afirmando que ela não se referia ao caso de Constand, que havia sido resolvido anos atrás.
Em janeiro de 2015, Cindra Ladd alegou que Cosby a havia drogado e abusado sexualmente em 1969.
Em maio de 2015, Lili Bernard afirmou que Cosby a abusou sexualmente no início dos anos 1990 e que ela havia sido entrevistada pela polícia em Atlantic City, New Jersey, a respeito da alegação. Como o estado de Nova Jersey não possui prazo prescricional para estupro, Bernard esperava que fossem apresentadas acusações, mas reportagens notaram que "não estava claro [...] se o que [Bernard] diz que aconteceu com ela ocorreu em Nova Jersey."
Em 27 de julho de 2015, a capa da revista New York apresentou imagens de 35 mulheres sentadas em cadeiras, com a última cadeira vazia, sugerindo que pode haver mais vítimas que ainda não se manifestaram. As 35 mulheres contaram "suas histórias sobre terem sido agredidas por Bill Cosby, e a cultura que não as ouviu". Outras onze mulheres, conhecidas pela revista, que alegaram agressão sexual por Cosby, recusaram ser fotografadas e entrevistadas para a matéria.
De acordo com a Vox, as histórias abrangem "mais de cinco décadas" e são "notavelmente semelhantes, tipicamente envolvendo o comediante oferecendo a uma mulher uma xícara de café ou algum tipo de bebida alcoólica — que pode estar adulterada com drogas — e supostamente abusando sexualmente da vítima enquanto ela está sob efeito ou inconsciente."
Em 17 de setembro de 2015, a A&E transmitiu o documentário Cosby: The Women Speak, programa no qual treze supostas vítimas foram entrevistadas.
Até 24 de outubro, quase sessenta mulheres afirmavam ter sido abusadas sexualmente por Cosby, e os termos "psicopata" e "estuprador em série" foram usados para descrevê-lo. Jewell Allison, uma das acusadoras de Cosby, descreveu-o como um "psicopata" e afirmou: "Podemos estar diante do maior estuprador em série da América que jamais conseguiu escapar disso por tanto tempo. Ele conseguiu escapar porque se escondia por trás da imagem de Cliff Huxtable."

### Tabela das alegações das acusadoras
| Vítima                   | Ofensa alegada        | Envolvimento alegado com drogas | Ano        | Local                                                      | Primeiro relato | Detalhes da alegação |
| ------------------------ | --------------------- | ------------------------------- | ---------- | ---------------------------------------------------------- | --------------- | --- |
| Barbara Bowman*          | Estupro               | Sim                             | 1986       | Nova Iorque; Atlantic City, Nova Jersey                    | 2005            | Uma das acusadoras mais veementes. Afirma que Cosby foi seu mentor até ela completar 18 anos, depois lhe ofereceu uma taça de vinho adulterada com drogas e a estuprou em sua residência em Nova Iorque. Posteriormente, supostamente tentou agredi-la em Atlantic City e tentou destruir sua carreira quando ela resistiu. |
| Beverly Johnson          | Tentativa de agressão | Sim                             | anos 1980  | Nova Iorque                                                | 2013            | Alega que Cosby lhe ofereceu um expresso adulterado, mas ela conseguiu resistir às suas investidas e sair de sua casa. Ela relatou esse episódio em um artigo da Vanity Fair e em suas memórias, lançadas em agosto de 2015. Posteriormente, Cosby iniciou um processo por Difamação contra ela em dezembro de 2015. |
| Louisa Moritz            | Agressão sexual       |                                 | 1971       | Nova Iorque                                                | 2014            | Alega que Cosby forçou a prática de sexo oral nos bastidores de The Tonight Show Starring Johnny Carson. |
| Kristina Ruehli          | Estupro               | Sim                             | 1965       | Los Angeles, Califórnia                                    | 2014            | Alega que Cosby a convidou para uma "festa" em sua casa, onde ela era a única convidada. Em seguida, supostamente, Cosby a drogou e a estuprou. |
| Therese Serignese*       | Estupro               | Sim                             | 1976       | Las Vegas, Nevada                                          | 2005            | Alega que Cosby se aproximou dela aleatoriamente no Las Vegas Hilton, onde ele se apresentava, e perguntou se ela queria ir ao seu show. Serignese assistiu à sua apresentação de comédia e, em seguida, ele lhe deu Quaaludes antes de estuprá-la. Cosby admitiu sob juramento em seu depoimento de 2005: "Eu lhe dou Quaaludes. Depois temos relações sexuais." Ele também afirmou ter efetuado pagamentos a ela em 1996 por um compromisso educacional que havia feito anteriormente com ela. Serignese foi a Jane Doe #10 no caso civil de Constand contra Cosby. |
| Tamara Green*            | Agressão sexual       | Sim                             | anos 1970  | Los Angeles, Califórnia                                    | 2005            | Estava se sentindo mal um dia enquanto trabalhava no restaurante de Cosby, o Cafe Figaro. Supostamente, Cosby lhe ofereceu um "descongestionante" e depois a levou para sua casa, onde tentou estuprá-la. Green alega que estava consciente o suficiente para se defender. Foi a única testemunha no caso de Constand a ser nomeada publicamente na época. Ela é a principal autora na ação de difamação Green et al. vs. Cosby, que inclui outras seis mulheres como autoras. |
| Beth Ferrier*            | Outros                | Sim                             | anos 1980  | Denver, Colorado                                           | 2005            | Ferrier afirma que manteve um relacionamento consensual com Cosby por vários meses, mas algum tempo após o término, afirma que ele a drogou quando ela o visitou antes de uma apresentação em Denver. Ela alegou que acordou em um carro em um estacionamento com suas roupas desarrumadas, depois que Cosby lhe ofereceu uma xícara de café na noite anterior. |
| Joan Tarshis             | Estupro               | Sim                             | 1969       | Los Angeles, Califórnia                                    | anos 1980       | Alega que Cosby preparou uma bebida para ela enquanto trabalhavam juntas, e que ela acordou com Cosby estuprando-a. Originalmente, contou sua história a um repórter nos anos 1980, que se recusou a publicá-la. |
| Victoria Valentino       | Estupro               | Sim                             | 1970       | Los Angeles, Califórnia                                    | 1996            | Alega que Cosby lhe ofereceu pílulas antes de levá-la para sua casa. Consciente, mas demasiado drogada para se mover, ela afirma que Cosby a virou e a estuprou. Uma amiga de Valentino confirmou que ela contou o incidente imediatamente após ter acontecido. Ela também mencionou isso em uma entrevista gravada em vídeo em 1996. |
| Janice Dickinson         | Estupro               | Sim                             | 1982       | Lake Tahoe, Nevada                                         | 2002            | Alega que Cosby vinha acompanhando sua carreira e a convidou para seu hotel imediatamente após ela deixar a reabilitação de drogas. Afirma que Cosby lhe deu vinho e uma pílula, e que acordou com ele estuprando-a. Ela contou sua história em 2002 para sua autobiografia, mas sua editora a cortou por medo de ser processada. Também fez alegações vagas em uma entrevista de 2006 com Howard Stern, dizendo que não podia entrar em muitos detalhes por temer ser alvo de Cosby. |
| Carla Ferrigno           | Tentativa de agressão |                                 | 1967       | Los Angeles, Califórnia                                    | 2014            | Alega que, durante um encontro com um homem que afirmava trabalhar na indústria fonográfica, ela foi levada a uma festa na casa de Cosby, após o que seu acompanhante e a esposa de Cosby saíram, deixando os dois sozinhos. Afirma que Cosby então a agarrou à força e a beijou, tentando repetidamente fazê-la tomar uma bebida, antes que ela insistisse em sair. |
| Linda Joy Traitz         | Agressão sexual       | Sim                             | 1969       | Los Angeles, Califórnia                                    | 2014            | Alega que Cosby se ofereceu para levá-la para casa após seu turno no Cafe Figaro. Afirma que, em vez disso, Cosby a levou para uma área isolada, abriu uma maleta cheia de pílulas, a apalpou e insistiu para que ela tomasse uma das pílulas; ela recusou e exigiu ser levada para casa. |
| Renita Chaney Hill       | Abuso sexual infantil | Sim                             | 1982       | Pittsburgh, Pensilvânia                                    | 2014            | Alega que, aos 15 anos, enquanto participava do programa infantil de Cosby Picture Pages, Cosby a fez consumir bebidas que a deixavam inconsciente até o dia seguinte; quando ela reclamou sobre as bebidas, Cosby disse que era a única maneira de ela continuar o relacionamento com ele. Afirma ter apenas uma lembrança de Cosby a beijando antes de desmaiar. Cosby pagou sua mensalidade universitária. |
| Angela Leslie            | Agressão sexual       |                                 | 1992       | Las Vegas, Nevada                                          | 2014            | Alega que, durante uma audição de atuação na suíte de hotel de Cosby em Las Vegas, ele lhe disse para tomar um gole de uma bebida e agir como se estivesse embriagada, embora ela apenas tenha fingido tomar. Em seguida, supostamente, ele se despiu e forçou a mão de Leslie em seu pênis, mas lhe disse para sair quando ela resistiu. Depois, ela passou a receber pagamentos regulares de Cosby. |
| Lachele Covington        | Agressão sexual       |                                 | 2000       | Nova Iorque                                                | 2000            | Alega que, após trabalhar como figurante na série de comédia Cosby, ela visitou a residência de Cosby para receber conselhos sobre carreira, onde ele tentou colocar a mão em seus genitais. Covington denunciou a alegação ao Departamento de Polícia de Nova Iorque (NYPD) três dias depois, mas nenhuma acusação foi apresentada. |
| Patricia Leary Steuer*   | Agressão sexual       | Sim                             | 1978, 1980 | Shelburne Falls, Massachusetts; Atlantic City, Nova Jersey | 2015            | Alega que Cosby a convidou para uma festa em sua casa, mas ela era a única convidada. Após tomar uma bebida, afirma que acordou sem se lembrar do que havia acontecido. Em um incidente semelhante dois anos depois, ela acordou completamente nua. |
| Linda Kirkpatrick        | Agressão sexual       | Sim                             | 1981       | Las Vegas, Nevada                                          | 2015            | Alega que, após ser convidada para os bastidores do show de Cosby em Las Vegas, ele lhe entregou uma bebida que a fez desmaiar, com memórias intermitentes de Cosby tentando montá-la. |
| Linda Brown              | Agressão sexual       | Sim                             | 1969       | Toronto, Ontário, Canadá                                   | 2015            | Alega que, após jantar com Cosby, ele insistiu em levá-la para seu hotel, onde lhe ofereceu um refrigerante. Afirma que então acordou nua enquanto Cosby começou a agredi-la "como uma boneca inflável na vida real". |
| Kaya Thompson            | Agressão sexual       |                                 | anos 1980  | Nova Iorque                                                | 2015            | Alega que, no set de The Cosby Show, Cosby se impôs a ela e lhe disse para usar um frasco de Lubriderm para satisfazê-lo. Ele lhe ofereceu US$ 700 quando ela saiu. |
| Sunni Welles             | Agressão sexual       | Sim                             | 1960s      | Los Angeles, Califórnia                                    | 2015            | Alega que Cosby lhe ofereceu bebidas em um clube de jazz, e depois se lembra apenas de ter acordado nua no dia seguinte. Incerta do que aconteceu, afirma que aceitou outro convite para encontrar Cosby, onde novamente tomou uma bebida e depois acordou nua. |
| "Kacey"                  | Agressão sexual       | Sim                             | 1996       | Los Angeles, Califórnia                                    | 2015            | Alega que, após um longo relacionamento profissional com Cosby, em uma ocasião ele insistiu para que ela tomasse uma pílula branca para ajudá-la a relaxar. Afirma que ela desmaiou e acordou ao lado de Cosby na cama. Ela se manifestou em 2015 sob condição de anonimato e usando um nome fictício. |
| Chelan Lasha             | Agressão sexual       | Sim                             | 1986       | Las Vegas, Nevada                                          | 2014            | Alega que Cosby se ofereceu para ajudá-la a seguir carreira de modelo; afirma que Cosby a atraiu para seu quarto de hotel, ofereceu-lhe um "antialérgico" e uma dose de Amaretto, que a deixou inconsciente enquanto Cosby começava a abusar dela. Deu a ela US$ 1.500 quando ela acordou e saiu. |
| Helen Hayes              | Outros                |                                 | 1973       | Pebble Beach, Califórnia                                   | 2014            | Alega que, após participar do Torneio de Tênis de Celebridades de 1973, Cosby a perseguiu durante toda a noite até, finalmente, confrontá-la e apalpar seus seios. Não deve ser confundida com a atriz Helen Hayes. |
| Heidi Thomas             | Agressão sexual       | Sim                             | 1984       | Reno, Nevada                                               | 2015            | Alega que, durante uma audição, Cosby a instruiu a tomar um gole de uma bebida e agir como se estivesse embriagada. Após tomar o gole, afirma que ficou inconsciente e acordou com Cosby realizando sexo oral. |
| PJ Masten                | Estupro               | Sim                             | 1979       | Chicago, Illinois                                          | 2014            | Alega que Cosby a convidou para jantar, onde lhe ofereceu um coquetel, fazendo-a desmaiar, e que ela acordou mais tarde na cama de Cosby, nua e com hematomas. Masten acredita que foi estuprada. Afirma que, depois que confrontou a administração no Playboy Club, seu supervisor disse: "Cale sua boca." |
| Sarita Butterfield       | Outros                |                                 | 1977       | Shelburne Falls, Massachusetts                             | 2014            | Alega que Cosby a encurralou em uma festa e apalpou seus seios, mas ela conseguiu repelir as investidas posteriores. |
| Janice Baker-Kinney      | Estupro               | Sim                             | 1982       | Las Vegas, Nevada                                          | 2015            | Alega que uma amiga a convidou para uma festa na residência de Cosby, onde elas foram as únicas convidadas. Afirma que Cosby lhe ofereceu uma bebida, fazendo-a desmaiar enquanto sua amiga estava saindo. Alega que acordou nua na cama ao lado de Cosby, que também estava nu. |
| Autumn Burns             | Estupro               | Sim                             | 1970       | Las Vegas, Nevada                                          | 2015            | Alega que, enquanto trabalhava em um cassino em Las Vegas, Cosby se aproximou dela para ajudá-la a entrar na indústria do entretenimento. Afirma que ele a convidou para sua suíte de hotel, onde lhe ofereceu uma bebida, fazendo com que ela se sentisse fortemente drogada, enquanto Cosby realizava sexo oral forçado. |
| Lili Bernard             | Estupro               | Sim                             | anos 1990  | Nova Iorque                                                | 2015            | Alega que, em preparação para sua participação como convidada em The Cosby Show, Cosby foi sua mentora, e que, uma vez conquistada sua total confiança, ele a drogou, a estuprou e a ameaçou. |
| Sammie Mays              | Agressão sexual       | Sim                             | 1987       | Las Vegas, Nevada                                          | 2015            | Alega que Cosby a convidou para sua suíte enquanto ela participava de uma conferência da indústria televisiva em Las Vegas; sozinha, ela afirma que Cosby ofereceu uma bebida que a fez desmaiar e, ao acordar, encontrou seu sutiã desarrumado e Cosby em pé ao seu lado. |
| Margie Shapiro           | Estupro               | Sim                             | 1975       | Santa Monica, Califórnia                                   | 2015            | Alega que Cosby a convidou aleatoriamente para uma festa e, posteriormente, para uma visita pessoal à Playboy Mansion, após vê-la em uma loja de donuts. Na Mansão, afirma que Cosby propôs um jogo no qual ela teria que engolir uma pílula. Afirma que recuperou a consciência enquanto Cosby a estuprava. |
| Joyce Emmons             | Outros                | Sim                             | 1979–1980  | Las Vegas, Nevada; Nova Iorque                             | 2014            | Alega que, durante a apresentação de Cosby em seu clube de comédia, ele lhe ofereceu uma pílula para aliviar sua dor de cabeça. Afirma que a próxima coisa que se lembra foi de acordar nua com um amigo de Cosby, e quando confrontado, Cosby disse que lhe deu um Quaalude. Além disso, sustenta que Cosby repetidamente se ofereceu para mostrar sua grande coleção de drogas para ela, embora ele nunca as utilizasse. |
| Rebecca Lynn Neal        | Estupro               | Sim                             | 1986       | Las Vegas, Nevada                                          | 2015            | Alega que Cosby visitava repetidamente o clube de saúde onde ela trabalhava e a convidava para seu show; ao aceitar, afirma que Cosby lhe deu uma dose de Stoli, que a deixou desorientada, mas ainda consciente, enquanto Cosby a estuprava, ignorando seus pedidos enfraquecidos para que ele parasse. Afirma que Cosby nunca mais visitou seu clube de saúde. |
| Jewel Allison            | Estupro               | Sim                             | 1990       | Nova Iorque                                                | 2015            | Alega que Cosby a convidou para sua residência em Nova Iorque para jantar, onde lhe ofereceu uma taça de vinho. Afirma que a próxima coisa de que se lembra foi ter visto sêmen no chão enquanto Cosby a ajudava a sair para pegar um táxi. Ficou conhecida por ser uma das poucas mulheres afro-americanas a acusar Cosby. |
| Lise-Lotte Lublin        | Estupro               | Sim                             | 1989       | Las Vegas, Nevada                                          | 2015            | Alega que, durante uma audição na suíte de hotel de Cosby, ele lhe ofereceu dois doses de licor, fazendo com que ela desmaiasse e acordasse com Cosby montado sobre ela. Contribuiu para defender uma nova legislação em Nevada para estender o prazo prescricional em casos de estupro. |
| Cindra Ladd              | Estupro               | Sim                             | 1969       | Nova Iorque                                                | 2015            | Considerando-se amiga de Cosby na época, Ladd afirma que, quando ela reclamou de uma dor de cabeça para ele, ele lhe ofereceu uma pílula. Alega que a próxima coisa de que se lembra foi acordar nua com Cosby de pé ao lado, vestido com um roupão. Como uma filantropa respeitada e poderosa executiva de mídia, ela se tornou um contraponto notável para os críticos que afirmavam que as acusadoras de Cosby buscavam dinheiro ou fama. |
| Helen Gumpel             | Tentativa de agressão |                                 | 1987       | Nova Iorque                                                | 2015            | Alega que, após ser chamada de volta para uma possível segunda aparição em The Cosby Show, Cosby a convidou para seu camarim e fez investidas repetidas, tentando fazê-la tomar uma bebida. Ela recusou e não apareceu em episódios futuros. |
| Kathy McKee              | Estupro               |                                 | 1973       | Detroit, Michigan                                          | 2014            | Alega que, depois de conhecê-lo pessoalmente por oito anos, ele a convidou para seu quarto de hotel em Detroit, onde a girou e a penetrou. |
| Charlotte Fox            | Estupro               |                                 | anos 1970  | Los Angeles, Califórnia                                    | 2015            | Alega que, enquanto trabalhava em Uptown Saturday Night, foi convidada para uma festa na Playboy Mansion organizada por Cosby. Depois de beber no clube, começou a se sentir "incapacitada" enquanto Cosby a estuprava. Não acusou explicitamente Cosby de tê-la drogado. |
| Marcella Tate            | Estupro               | Sim                             | 1975       | Los Angeles, Califórnia                                    | 2015            | Alega que Cosby lhe ofereceu uma bebida durante uma festa na Playboy Mansion, após o que ela desmaiou e acordou em uma cama ao lado de Cosby, que estava nu. |
| Shawn Brown              | Estupro               | Sim                             | anos 1970  | San Antonio, Texas                                         | anos 1990       | Cosby admitiu esse caso extraconjugal com Brown nos anos 1990. Ela alegou em 2014 que, apesar de terem tido relações consensuais, ela não era ousada o suficiente para ele, de modo que, em uma ocasião, ele insistiu para que ela bebesse álcool e fumasse maconha, levando-a a desmaiar enquanto ele a estuprava. |
| Lisa Jones               | Tentativa de agressão | Sim                             | 1986       | Nova Iorque                                                | 2014            | Conheceu Cosby quando tinha 17 anos e alega que, depois de completar 18, Cosby a convidou para Nova Iorque para uma audição para The Cosby Show, onde lhe ofereceu álcool e então começou a tentar abrir suas pernas. Afirma que conseguiu escapar para evitar mais agressões. |
| Judith Huth              | Abuso sexual infantil | Sim                             | 1974       | Los Angeles, Califórnia                                    | 2014            | Alega que, aos 16 anos, ela entrou por acaso em um set de filmagem onde Cosby trabalhava. Afirma que Cosby a levou para sua casa e a serviu bebidas, depois para a Playboy Mansion onde a instruiu a dizer às pessoas que ela tinha 19 anos, e em seguida a levou para um quarto onde ele se masturbou com as mãos dela. Como se trata de um suposto caso de abuso sexual infantil, o prazo prescricional começou quando Huth percebeu o trauma na idade adulta. Uma investigação do Departamento de Polícia de Los Angeles (LAPD) não resultou em acusações criminais; um processo civil está em andamento. |
| Eden Tirl                | Assédio sexual        |                                 | 1990       | Nova Iorque                                                | 2015            | Uma ex-atriz que participou como convidada, interpretando uma policial em The Cosby Show em 1990, Tirl afirmou que foi retirada do set durante uma gravação do programa e apalpada por Cosby dentro de seu camarim. Tirl disse que mais tarde contou a dois funcionários do programa o que aconteceu, mas foi ignorada. |
| "Elizabeth"              | Estupro               | Sim                             | 1976       | Los Angeles, Califórnia                                    | 2015            | Alega que conheceu Cosby enquanto trabalhava como comissária de bordo e aceitou um convite para jantar, onde Cosby lhe ofereceu um copo de sake, fazendo com que ela entrasse em um estado semelhante a um transe, no qual Cosby a obrigou a realizar um ato sexual que ela descreveu como "a coisa mais horripilante que poderia acontecer a uma jovem inocente". Ela se manifestou em 2015 sob condição de anonimato e utilizando um nome fictício. |
| Jena T.                  | Agressão sexual       |                                 | 1988       | Nova Iorque                                                | 2015            | Alega que Cosby passou a lhe dar uma atenção indesejada enquanto ela trabalhava como modelo aos 17–18 anos. Afirma que, depois de expressar suas preocupações a Cosby, ele se ofereceu para comprar um carro para ela e, eventualmente, a obrigou a realizar uma atividade sexual não especificada, dando-lhe US$ 700 quando ela saiu. |
| "Lisa"                   | Agressão sexual       | Sim                             | 1988       | Nova Iorque                                                | 2015            | Alega que Cosby a convidou para sua casa enquanto ela tentava avançar em sua carreira de modelo. Afirma que Cosby lhe ofereceu uma dose de álcool, fazendo-a se sentir tonta e fora de controle, enquanto Cosby começou a acariciá-la enquanto ela desmaiava. Ela se manifestou em 2015 sob condição de anonimato e utilizando um nome fictício. |
| Michelle Hurd            | Tentativa de agressão |                                 | 1995       | Nova Iorque                                                | 2014            | Alega que Cosby a convidou para seu camarim para exercícios de atuação enquanto trabalhava em The Cosby Mysteries. Afirma que alguns exercícios envolveram toques inapropriados em seu corpo, o que levou Cosby a convidá-la para sua casa para tomar banho. Hurd diz que recusou e afirma que Cosby lhe disse para nunca contar a ninguém sobre os exercícios de atuação. |
| Andrea Constand          | Agressão sexual       | Sim                             | 2004       | Filadélfia, Pensilvânia                                    | 2005            | Cosby convidou Constand para sua casa para discutir metas profissionais após conhecê-la na Temple University. Ele lhe forneceu pílulas para aliviar sua ansiedade, as quais ele afirmou serem Benadryl. Em seguida, ele a acariciou e a penetrou digitalmente, de acordo com seu próprio depoimento sob juramento, embora ele afirme que foi consensual. Constand alegou abuso sexual ao Departamento de Polícia de Filadélfia, que decidiu não apresentar acusações contra Cosby. Em seguida, Constand entrou com um processo civil, no qual outras treze mulheres se manifestaram alegando abusos semelhantes. O caso foi resolvido extrajudicialmente por um valor não divulgado. Em 30 de dezembro de 2015, pouco antes do término do prazo prescricional referente ao suposto incidente de janeiro de 2004, Cosby foi acusado de agressão sexual com base nas alegações de 2005 de Constand, uma reversão da decisão de 2005 de não apresentar uma acusação. Documentos do caso foram selados até o verão de 2015, e a acusação foi baseada em novas evidências, de acordo com o atual promotor do Condado de Montgomery. |
| Chloe Goins              | Agressão sexual       | Sim                             | 2008       | Los Angeles, Califórnia                                    | 2014            | Alega que Cosby a drogou e a agrediu enquanto ela estava na Playboy Mansion em 2008. Em 2015, o LAPD investigou e encaminhou o caso para o promotor de Los Angeles. Em 2016, foi anunciado que nenhuma acusação seria apresentada devido à evidência inadequada e ao vencimento do prazo prescricional. |
| Lisa Christie            | Tentativa de agressão |                                 | 1989       | Chicago, Illinois                                          | 2015            | Alega que, após anos vendo Cosby como um mentor, ele se ofereceu para audicioná-la para o filme Ghost Dad em seu quarto de hotel, ocasião em que Cosby tentou beijá-la "como um namorado" e disse que lhe daria "o maior orgasm" de sua vida. Quando ela recusou, Cosby disse que ela "nunca conseguiria se destacar nesse ramo" a menos que dormisse com ele. Christie tornou-se Mrs. America menos de dez anos depois. |
| Pamela Abeyta            | Estupro               | Sim                             | 1979       | Las Vegas, Nevada                                          | 2015            | Alega que Cosby se ofereceu para ajudá-la com suas ambições de se tornar uma modelo da Playboy; durante o jantar com Cosby, afirma que bebeu algo que a fez desmaiar, e quando acordou, havia três homens nus próximos a ela, incluindo Cosby. |
| Sharon Van Ert           | Agressão sexual       | Sim                             | 1976       | Redondo Beach, Califórnia                                  | 2015            | Alega que Cosby lhe deu algo para beber enquanto ela trabalhava em um clube de jazz, e depois a acompanhou até seu carro quando disse que ela precisava "se recompor". Afirma que Cosby então começou a acariciá-la antes que ela desmaiasse, e quando acordou percebeu que sua calcinha havia sumido. |
| Jane Doe (Múltiplas)*    | Outros                | Sim                             | Variado    | Variado                                                    | 2005            | Numerosas testemunhas que concordaram em depor no processo civil de Constand de 2005 ainda não se manifestaram publicamente. Devido a processos ativos que buscam revelar mais detalhes desse caso, algumas testemunhas identificadas como Jane Doe foram contatadas na tentativa de permitir que suas identidades fossem reveladas. |
| "Sandy"                  | Estupro               | Sim                             | 1980       | Las Vegas, Nevada                                          | 2014            | A apresentadora de televisão Charlotte Laws afirma que sua amiga próxima, a quem ela se referia como "Sandy" em um artigo da Salon, teve um relacionamento sexual consensual com Cosby, mas ficou alarmada certa manhã quando percebeu que Cosby a havia intencionalmente drogado na noite anterior e teve relações sexuais enquanto ela estava inconsciente. "Sandy" disse que não conseguia entender, pois não teria problemas em ter relações consensuais com ele. Laws acrescentou que, quando as alegações de Constand surgiram em 2005, ele fez piadas sobre se havia ou não a drogado. |
| Cynthia Myers            | Outros                | Sim                             | < 1997     | Los Angeles, Califórnia                                    | < 2011          | Antes da morte de Myers em 2011, ela concedeu entrevistas para o livro Centerfolds, lançado em 2015. Nessas entrevistas sem data, Myers afirmou ter testemunhado pessoalmente Cosby "usar drogas para ter relações sexuais com mulheres" na Playboy Mansion, afirmando que suas ações a repugnavam tanto que ela não conseguiu "derramar uma lágrima" quando o filho de Cosby, Ennis, foi assassinado em 1997. |
| Charlotte Kemp           | Tentativa de agressão | Sim                             | anos 1980  | Los Angeles, Califórnia                                    | 2014            | Alega que estava com Valentino na noite em que Cosby a estuprou. Afirma que recebeu bebidas de Cosby juntamente com Valentino, mas desmaiou na casa de Cosby e depois saiu com Valentino antes que Cosby a agredisse. |
| Dottye                   | Estupro               | Sim                             | 1984       | Nova Iorque                                                | 2015            | Alega que Cosby a convidou para seu apartamento em Nova Iorque para audicionar para The Cosby Show, onde ele a drogou e a estuprou. Ela se manifestou sob a condição de ser identificada apenas pelo seu primeiro nome. |
| Donna Barrett            | Agressão sexual       |                                 | 2004       | Filadélfia, Pensilvânia                                    | 2015            | Alega que, durante uma sessão fotográfica com sua equipe de atletismo na University of Pennsylvania, Cosby a agarrou e pressionou seu corpo contra o dela com força. |
| "Katy"                   | Estupro               | Sim                             | 1981       | Denver, Colorado                                           | 2018            | "Katy" afirma que morava em Denver em fevereiro de 1981, onde trabalhava como garçonete de coquetéis em uma boate onde Cosby se apresentava. Cosby lhe ofereceu vinho tinto e ela desmaiou. Ela acordou na manhã seguinte em um quarto estranho, nua e coberta de hematomas. Cosby estava em pé sobre ela, vestindo um roupão. Ela saiu apressadamente do quarto, apesar das tentativas de Cosby de persuadi-la a ficar. Ela se manifestou em 2018 sob condição de anonimato e utilizando um nome fictício. |
| Linda Ridgeway Whitedeer | Agressão sexual       |                                 | anos 1970  | Não divulgado                                              | 2015            | Alega que, durante uma entrevista de emprego em um set de filmagem, Cosby a agrediu sexualmente. |
| Morganne Picard          | Estupro               | Sim                             | 1980s      | Não divulgado                                              | 2023            | Alega que Cosby a convidou para o set de The Cosby Show em 1987, onde ele insistiu e a encorajou a beber, o que a deixou extremamente intoxicada em várias ocasiões entre 1987 e 1990. Ela ficou incapacitada e acordou se encontrando em um quarto de hotel, "nua com dores em sua vagina". |

* Testemunha no caso civil Constand de 2005

## Investigações criminais

### Caso Constand

#### Desarquivamento da declaração deConstand v. Cosby
Em 8 de julho de 2015, Constand e sua advogada Dolores Troiani apresentaram uma moção para anular o acordo de confidencialidade no caso de 2005 contra Cosby, alegando que Cosby já havia se envolvido em um "abandono total das partes de confidencialidade do acordo" por meio das recentes e abrangentes negações de todas as alegações contra ele.
Um juiz decidiu que a divulgação dos documentos selados era justificada pelo papel de Cosby como "moralista público" em contraste com seu possível comportamento privado criminal.
Embora alguns dos arquivos do caso Constand tivessem sido desarquivados, a transcrição de vários depoimentos de Cosby não estava entre eles. Em vez disso, o The New York Times conseguiu obter a transcrição completa do depoimento por meio de um serviço de reportagem judicial contratado pelo advogado de Constand, que liberou o documento para o público em geral.
Após a descoberta de que a transcrição do depoimento havia sido divulgada, os advogados de Cosby apresentaram uma nova moção no caso em 21 de julho de 2015, afirmando que Constand e Troiani poderiam ter orquestrado a divulgação.
No documento judicial que condenava a divulgação do depoimento, os advogados de Cosby enfatizaram que nenhum dos depoimentos realmente desarquivados por um juiz afirmava que ele se envolveu em sexo não consensual ou deu a alguém Quaaludes sem o conhecimento ou consentimento da pessoa. "Ao ler as matérias da mídia, pode-se concluir que o Réu admitiu estupro", dizia o documento. "E, no entanto, o Réu admitiu nada mais do que ser uma das muitas pessoas que introduziram Quaaludes em sua vida sexual consensual nos anos 1970."
Os advogados de Cosby também alegaram que um serviço de reportagem judicial contratado por Constand havia divulgado a transcrição do tribunal de 2005 para o Times, dias antes, em uma "violação maciça do protocolo". O código de ética dos repórteres judiciais proíbe a divulgação de depoimentos sem que todas as partes sejam contatadas previamente.
No depoimento, Cosby negou qualquer agressão sexual a mulheres, mas admitiu ter usado sedativos para ajudar a obter a cooperação delas.
Ele testemunhou que havia obtido Quaaludes do ginecologista Leroy Amar, que sabia que Cosby não tinha intenção de tomar os remédios ele mesmo. Cosby, em vez disso, pretendia fornecê-los a mulheres com quem desejava ter relações sexuais e admitiu ter administrado a droga a pelo menos uma mulher e a outras pessoas.
Cosby admitiu saber que era ilegal, na época, distribuir o remédio para outras pessoas. Amar mais tarde teve sua licença médica revogada na Califórnia e no Estado de Nova York; ele morreu em 2002.

#### Acusações criminais de 2015
Em 30 de dezembro de 2015, no Condado de Montgomery, Pensilvânia, Cosby foi acusado de três crimes de agressão agravada contra Constand, como resultado de um único incidente alegado ter ocorrido em sua residência em Cheltenham Township em uma data não especificada entre meados de janeiro e meados de fevereiro de 2004 (referido pela cobertura da mídia como "janeiro de 2004"), de acordo com a declaração detalhada do mandado de prisão apresentada em 29 de dezembro de 2015.
Estas foram as primeiras acusações criminais resultantes de alegações de agressão sexual feitas por muitas mulheres contra Cosby.
Cosby foi formalmente acusado naquela tarde sem apresentar resposta; sua fiança foi fixada em US$ 1 milhão. Cosby entregou seu passaporte, pagou fiança, e foi escoltado para a delegacia de polícia de Cheltenham Township para ser registrado, ter suas digitais coletadas e ser fotografado para o registro de prisão.
As acusações baseiam-se na declaração de Constand à polícia sobre contato sexual indesejado (embora não envolvendo relação sexual completa) no início de 2004, que foi primeiramente reportado ao Serviço de Polícia Regional de Durham próximo à residência de Constand no sul de Ontário, Canadá, em 13 de janeiro de 2005; o relatório foi encaminhado às autoridades na Pensilvânia.
Em 17 de fevereiro de 2005, o então promotor distrital Bruce Castor havia divulgado uma declaração informando que as acusações não seriam apresentadas naquele momento.
Constand entrou com uma ação civil contra Cosby em 2005, a qual foi resolvida pelo réu em julho de 2006 em termos confidenciais.
Com base nos detalhes revelados neste depoimento, juntamente com novas entrevistas com determinadas testemunhas, o recém-eleito promotor distrital Kevin Steele decidiu apresentar acusações em 30 de dezembro de 2015.
Os documentos do tribunal criminal alegam que pílulas azuis, que Cosby afirmou serem Benadryl, foram administradas a Constand, que também havia bebido vinho durante o incidente de janeiro de 2004.
O advogado de Cosby emitiu uma declaração afirmando, "Pretendemos montar uma defesa vigorosa contra esta acusação injustificada e esperamos que o Sr. Cosby seja exonerado por um tribunal de justiça."
Os advogados de Cosby apresentaram uma moção para arquivar as acusações de agressão sexual em janeiro de 2016, afirmando que o escritório de Castor havia prometido em 2005 que Cosby não seria processado.
No depoimento envolvendo a moção de Cosby para arquivar as acusações, Castor defendeu sua decisão de não apresentar acusações, citando, entre outras coisas, o atraso de um ano de Constand em relatar as alegações, seu contato contínuo com Cosby, e sugestões de que ela e sua mãe poderiam ter tentado extorquir o astro da TV.
Em 3 de fevereiro de 2016, o juiz Steven O'Neill decidiu que "não havia fundamento" para arquivar o caso com base nas alegações de Cosby.
A equipe jurídica de Cosby buscou um apelação perante o Tribunal Superior da Pensilvânia; em 25 de abril de 2016, o Tribunal Superior recusou-se a ouvir o recurso de Cosby da negação de sua moção para arquivar as acusações, revogou uma suspensão temporária da audiência pré-julgamento e devolveu o caso ao tribunal original.
Em 13 de abril de 2016, Cosby apresentou uma moção ao Tribunal Superior para re-selar o depoimento do processo original de Constand. Seus advogados fizeram um pedido semelhante em um tribunal federal em Massachusetts anteriormente, mas essa moção foi negada pelo juiz David H. Hennessy, que comparou esses esforços a "colocar a pasta de dente de volta no tubo", já que o depoimento de Cosby já estava nas notícias há meses.
Na audiência preliminar em 24 de maio, um juiz constatou que havia evidências suficientes para prosseguir com um julgamento, apesar do fato de que Constand não testemunhou, o que é permitido pela lei da Pensilvânia.
Ele marcou uma audiência pré-julgamento para 6 de setembro. Cosby recorreu dessa decisão com base na crença de que sua equipe jurídica tinha o direito de realizar o contra-interrogatório da acusadora; ele perdeu esse recurso em 12 de outubro.
A Suprema Corte da Pensilvânia anunciou que revisaria a lei estadual em um caso separado, ao que o advogado principal de Cosby, Brian McMonagle, disse que tentaria incluir o caso de Cosby na esperança de que fosse arquivado.
Em 6 de setembro de 2016, o juiz Steven O'Neill marcou uma data de julgamento para 6 de junho de 2017.
Em 12 de abril de 2017, a Suprema Corte da Pensilvânia recusou ouvir o recurso de Cosby para questionar Constand antes do julgamento.
Cosby enfrentava uma pena máxima de quinze a trinta anos de prisão se fosse considerado culpado em todas as três acusações e uma multa de até US$ 25.000.
O julgamento de Cosby começou em 5 de junho de 2017 e terminou em julgamento nulo em 17 de junho.

### Judith Huth
Em 16 de dezembro de 2014, após uma investigação de dez dias, os promotores de Los Angeles recusaram apresentar quaisquer acusações contra Cosby depois que Judith Huth alegou que o comediante a molestou por volta de 1974 na Mansão Playboy.
Huth se encontrou com os detetives da polícia de Los Angeles por noventa minutos. Ao rejeitar o caso, os promotores avaliaram a acusação que Cosby enfrentaria em 1974. Eles levaram em conta mudanças legislativas que estendem o prazo de prescrição para certos crimes, mas não encontraram como Cosby poderia ser legalmente processado.

### Lili Bernard
Em 30 de abril de 2015, a artista visual cubano-americana Lili Bernard apresentou uma queixa de agressão sexual contra Cosby em Nova Jersey, um estado que não possui prazo de prescrição para agressão sexual.
Em 1º de julho de 2015, os promotores recusaram processar Cosby porque a suposta ofensa ocorreu antes de 1996 (o ano em que a lei foi alterada para remover o prazo de prescrição).

### Chloe Goins
De julho a outubro de 2015, o Departamento de Polícia de Los Angeles (LAPD) conduziu uma investigação criminal sobre a suposta agressão sexual de Cosby contra a então modelo de 18 anos, Chloe Goins.
No dia seguinte, em uma declaração à ABC News, o LAPD afirmou que investigaria quaisquer acusações de agressão sexual contra Cosby, inclusive aquelas para as quais o prazo de prescrição expirou, e encaminhou o caso para o escritório do promotor distrital do Condado de Los Angeles.
Como em quase todos os outros casos de suposto mau comportamento sexual por parte de Cosby, o prazo de prescrição expirou para este caso de 2008, de acordo com a maioria dos especialistas. No entanto, foi aberta uma investigação sobre as alegações de Goins porque "oficiais do LAPD disseram que havia muitas razões para investigar acusações de agressão sexual que ultrapassam esses prazos legais. Acusações antigas podem levar os investigadores a incidentes mais recentes com outras vítimas" e Goins seria autorizada a depor se fossem apresentadas acusações em outros casos (mais recentes).
O ex-advogado de Cosby, Martin Singer, afirmou que forneceria evidências documentais ao LAPD que comprovavam que Cosby estava em Nova York em 9 de agosto de 2008, a data do incidente alegado por Goins.
Em 6 de janeiro de 2016, o escritório do promotor distrital de Los Angeles anunciou que nenhuma acusação seria apresentada porque estavam "bloqueadas pelo prazo de prescrição ou faltava evidência suficiente".

## Julgamentos
O primeiro julgamento de Cosby em junho de 2017 terminou em julgamento nulo.
Cosby foi considerado culpado de três acusações de agressão indecente agravada em um novo julgamento em 26 de abril de 2018 e, em 25 de setembro de 2018, foi condenado a três a dez anos de prisão estadual e multado em US$ 25.000, além do custo da acusação, US$ 43.611.
Cosby recorreu em 25 de junho de 2019, e o veredicto foi posteriormente mantido e o recurso foi concedido pela Suprema Corte da Pensilvânia.
Em 30 de junho de 2021, a Suprema Corte da Pensilvânia concluiu que um acordo com um promotor anterior, Bruce Castor, impediu que Cosby fosse acusado no caso, e anulou a condenação. A decisão da Suprema Corte impede que ele seja julgado novamente pelas mesmas acusações pela terceira vez.
O escritório do promotor distrital do Condado de Montgomery apresentou uma petição de certiorari solicitando à Suprema Corte dos EUA que ouvisse o caso, mas em 7 de março de 2022, a petição foi negada, tornando a decisão da suprema corte estadual final.

## Processos civis contra Cosby
Em 13 de novembro de 2015, havia nove processos pendentes contra Cosby.
Huth e Goins estavam processando o ator por danos relacionados às suas supostas agressões sexuais.
Embora o prazo de prescrição tenha expirado para a maioria dos outros acusadores processarem diretamente por suas supostas agressões, múltiplos acusadores entraram com processos por difamação alegando que Cosby os chamou repetidamente de mentirosos ao longo de 2014.
Dickinson, Hill, Ruehli e McKee entraram com processos individuais. Green, Serignese, Traitz, Bowman, Tarshis, Moritz e Leslie também estão envolvidos em um processo combinado contra Cosby.
A maioria dos processos que estão ativos está atualmente suspensa, aguardando o resultado do julgamento criminal. Alguns ainda têm permissão para apresentar moções e colher depoimentos, com exceção de Cosby. A maioria dos juízes indicou que um julgamento civil não ocorrerá até após o julgamento criminal.[carece de fontes?]
Em 2005, Constand processou Cosby. As partes resolveram o caso fora dos tribunais por um valor não divulgado em novembro de 2006.
Em julho de 2015, após partes do depoimento selado serem divulgadas, Cosby divulgou uma declaração dizendo que a "única razão" pela qual ele fez o acordo "foi porque teria sido embaraçoso na época colocar todas aquelas mulheres no banco das testemunhas, e sua família não tinha a menor ideia."
Durante o verão de 2015, tanto a equipe jurídica de Cosby quanto a advogada de Constand, Troiani, apresentaram moções acusando a outra parte de ter violado o acordo de confidencialidade que fazia parte do acordo de 2006.
A principal questão alegada por Cosby foi que um repórter judicial divulgou a transcrição completa do seu depoimento, culpando Troiani por esse ato e buscando sanções contra ela.
Um juiz federal havia desarquivado partes das provas do processo de 2005, mas isso não incluiu as declarações de Cosby feitas sob juramento.
A importância da disponibilização do depoimento é que ele contém admissões feitas por Cosby sobre suas táticas ao lidar com outras mulheres, incluindo o uso de "sedativos poderosos [incluindo Quaaludes] em uma busca calculada por mulheres jovens", de acordo com um resumo do The New York Times.
A transcrição do depoimento completo foi obtida pelo Times de um serviço de reportagem judicial, onde estava disponível publicamente.
A relevância da disponibilização do depoimento de Cosby no caso Constand é que os autores em outros processos contra Cosby, como o processo de difamação de Green, et al., podem ser autorizados pelos juízes a usar o conteúdo da transcrição como evidência, agora que seu conteúdo é amplamente conhecido pelo público.
Trinta e três dos acusadores foram representados por Allred.
Uma acusadora, Dickinson, foi representada pela filha de Allred, Lisa Bloom.
Em 11 de dezembro de 2015, Allred afirmou em uma entrevista à revista Philadelphia que mais supostas vítimas viriam à tona. Ela disse, "Mais mulheres me contataram que ainda não se manifestaram publicamente, algumas das quais poderão fazê-lo no futuro e outras optaram por não fazê-lo. Elas quiseram que eu soubesse das informações que possuíam para que isso ajudasse a nós e à nossa vítima. Definitivamente há mais mulheres que desejam se manifestar no futuro alegando serem vítimas do Sr. Cosby."

### Andrea Constand
Constand entrou com uma ação civil em março de 2005, com treze mulheres como testemunhas potenciais, caso o processo fosse a julgamento.
Cosby resolveu o caso fora dos tribunais por um valor não divulgado em novembro de 2006.
Em uma entrevista de julho de 2005 ao Philadelphia Daily News, Beth Ferrier, uma das testemunhas anônimas "Jane Doe" no caso Constand, alegou que em 1984 Cosby drogou seu café e ela acordou com parte de suas roupas removidas.
Após saber que as acusações não foram prosseguidas no caso, Green, a única mulher nomeada publicamente no processo anterior, se manifestou com alegações em fevereiro de 2005 de que Cosby a drogou e agrediu na década de 1970.
O advogado de Cosby afirmou que ele não a conhecia e que os eventos não aconteceram.
Foi revelado em 2018 que Cosby havia feito um acordo com Constand por US$ 3,4 milhões.

### Tamara Green,et al.
Green entrou com um processo contra Cosby e seus representantes em dezembro de 2014, alegando que as negações contínuas equivaliam a tê-la rotulado publicamente como mentirosa, resultando em difamação de caráter.
O processo de Green foi ajuizado no estado natal de Cosby, Massachusetts. Em janeiro de 2015, o processo foi emendado para permitir que as colegas acusadoras Traitz e Serignese fossem adicionadas como coautorias.
Singer divulgou uma declaração direcionada especificamente a Traitz após ela postar alegações contra Cosby no Facebook em novembro, chamando sua história de "ridícula", "absurda" e "totalmente sem sentido".
Nenhuma negação semelhante foi direcionada explicitamente a Serignese, mas ela afirma que as negações abrangentes contra todas as acusadoras de Cosby incluíram ela e prejudicaram sua reputação também.
Em 20 de outubro de 2015, a American International Group (AIG) entrou com documentos legais para tentar suspender a litigação, aguardando uma declaração judicial sobre se a seguradora tinha o dever de defender Cosby, bem como pagar por quaisquer danos efetivamente vencidos. A AIG Property Casualty Company alegou que a apólice de Cosby não cobria a responsabilidade que ele está enfrentando atualmente no processo—mas que, mesmo assim, eles têm financiado a defesa jurídica de Cosby "a um custo considerável".
Em 13 de novembro de 2015, foi relatado que mais quatro mulheres—Bowman, Tarshis, Moritz e Leslie—aderiram ao processo como autoras adicionais. Bowman, Tarshis e Leslie são representadas em conjunto pelo advogado de Chicago, Michael Bressler. Os advogados de Cosby se recusaram a comentar.
Em 14 de dezembro, Cosby entrou com um processo contra todos os autores por difamação, alegando que eles fizeram "alegações maliciosas, oportunistas, falsas e difamatórias de má conduta sexual contra ele". Ele também afirma que cada réu "publicou conscientemente declarações e acusações falsas".
Cosby pediu ao tribunal que lhe concedesse indenizações não especificadas e que exigisse que as mulheres fizessem retratações públicas.
Em 19 de fevereiro de 2016, a esposa de Cosby, Camille, foi depoiada pelos autores após tentar, sem sucesso, impedir o depoimento. O juiz magistrado dos EUA, Mark G. Mastroianni, decidiu que ela poderia recusar-se a responder perguntas sobre conversas privadas com seu marido.
Uma transcrição do depoimento "extremamente contencioso" foi divulgada em maio de 2016; Camille recorreu fortemente ao privilégio conjugal ao se recusar a responder muitas perguntas.
O depoimento foi interrompido duas vezes quando as partes chamaram o juiz distrital dos EUA, David H. Hennessy, para resolver disputas. Após a interrupção do depoimento, o tribunal ordenou que Camille prestasse um segundo depoimento.
Os advogados que representavam as supostas vítimas planejaram depoiar Quincy Jones, que, como amigo e colaborador de Cosby por mais de cinquenta anos, pode ter tido informações vitais para o caso dos autores.
Além de Jones, os autores pretendem depor ou intimar documentos de William Morris Endeavor, dos ex-advogados de Cosby, Singer e Schmitt, e de seu publicitário David Brokaw.
Em 21 de março de 2016, a juíza Anita Brody concedeu algum acesso ao processo do advogado de Constand, mesmo tendo ela resolvido o caso com Cosby em um acordo confidencial em 2006. No entanto, Brody limitou a divulgação do processo a materiais referentes às sete autoras e outras testemunhas.
Em 28 de setembro, Joseph Cammarata entrou com uma moção afirmando que Cosby violou as regras do procedimento civil. A moção pedia que o juiz decidisse que Cosby era pessoalmente responsável pela difamação alegada por seus porta-vozes e pela publicação de tais materiais; e que ele também deveria ser responsabilizado por causar angústia emocional aos autores com esses comentários.

### Janice Dickinson
Dickinson entrou com um processo por difamação semelhante contra Cosby em maio de 2015, ajuizado na Califórnia.
De acordo com Bloom, "Chamar Dickinson de mentirosa é uma declaração difamatória sob a lei… e esse é o erro que Bill Cosby cometeu."
Arquivos judiciais posteriores incluíram declarações sob juramento de amigos e colegas que confirmaram que Dickinson manteve uma versão consistente por muitos anos sobre seu suposto abuso. Pablo Fenjves, ghostwriter de Dickinson, assim como a ex-presidente da ReganBooks, Judith Regan, ambos afirmaram que Dickinson revelou suas alegações para sua autobiografia de 2002, mas que elas não foram incluídas no livro porque a empresa-mãe da ReganBooks, HarperCollins, temia ser processada por Cosby.
Em 2 de novembro de 2015, o juiz da Câmara Superior de Los Angeles, Debre Katz Weintraub, decidiu que Cosby e Singer deveriam prestar depoimento, apesar de seus esforços para que o caso fosse arquivado (Singer não foi nomeado como réu no caso). A decisão afirmou que os advogados de Dickinson poderiam buscar respostas apenas quanto a saber se as negações foram feitas de forma maliciosa, e que Cosby e Singer poderiam invocar o privilégio advogado-cliente e se recusar a responder a algumas perguntas.
Singer estava agendado para prestar depoimento em 19 de novembro em Los Angeles, com o depoimento de Cosby ocorrendo em 23 de novembro em Boston.
Em 12 de novembro, um tribunal de apelações da Califórnia suspendeu temporariamente uma ordem que os obrigava a testemunhar. Ambas as partes foram obrigadas a fornecer informações até o final do mês para apresentar seus argumentos sobre se o depoimento deveria ou não prosseguir. "Estamos confiantes de que, uma vez que o Tribunal de Apelações ouça todos os argumentos sobre as questões, permitirá que o depoimento do Sr. Cosby e de seu advogado prossiga", escreveu Bloom em um e-mail.
Singer anunciou que planejava "prosseguir com reivindicações contra Janice Dickinson e Lisa Bloom após eu prevalecer nesta ação."
Mais tarde, Dickinson alterou sua queixa para incluir Singer como co-réu, alegando que, depois de ter feito suas alegações na CNN, ele preparou quatro comunicados de imprensa negando que Cosby a drogou e estuprou, e chamando as alegações da mulher de "fabricadas" e "uma mentira difamatória ultrajante".
Singer foi posteriormente substituído como advogado de Cosby por Christopher Tayback da Quinn Emanuel Urquhart & Sullivan.
Em fevereiro de 2016, o juiz Weintraub concedeu uma moção da defesa para excluir Singer como réu na ação.
Em 29 de março, Weintraub negou a moção de Cosby para arquivar o caso, permitindo que o processo prosseguisse para um julgamento com júri. Pouco após a decisão, Dickinson afirmou: "Eu quero Bill Cosby no tribunal, eu quero que ele preste juramento."
Em 21 de novembro de 2017, em um golpe significativo para Cosby e Singer, um tribunal de apelações da Califórnia reverteu as decisões de dois outros tribunais de remover Singer como co-réu e o reincluiu. Em sua decisão, afirmaram que a moção anti-SLAPP de Singer e Cosby não tinha mérito.
Em março de 2018, após uma última tentativa de fazer com que o caso contra Cosby e Singer fosse arquivado, a Suprema Corte da Califórnia recusou-se a intervir e ouvir os argumentos sobre o caso.
Em julho de 2019, a seguradora de Bill Cosby, AIG, resolveu o processo por um valor não divulgado.

### Renita Hill
Hill afirma que Cosby lhe deu um pequeno papel na televisão, financiou sua educação universitária e prometeu ajudar em sua carreira, tudo isso enquanto a abusava sexualmente de forma esporádica de 1983 a 1987.
Em outubro de 2015, ela entrou com uma ação por difamação contra Cosby, Singer e Camille Cosby, alegando difamação, falsa imagem e infligimento intencional de angústia emocional.
Os advogados de Cosby removeram o caso do tribunal estadual para o federal e solicitaram que o tribunal arquivasse a ação no final de dezembro de 2015, argumentando que as negações de Cosby eram opiniões protegidas pela Primeira Emenda.
Os advogados de Hill responderam que as negações de Cosby eram fatos publicados e, portanto, são difamatórios e não estão cobertos pelas proteções da Primeira Emenda.
O Tribunal Distrital dos EUA arquivou o processo "com prejuízo" em janeiro de 2016, significando que a ação não pode ser reaberta. O juiz Arthur Schwab decidiu que as declarações feitas por Cosby e seus advogados eram opiniões protegidas pela Primeira Emenda.
Em abril de 2016, Hill entrou com um recurso no Tribunal de Apelações dos EUA para o Terceiro Circuito.

### Kristina Ruehli
Em 9 de novembro de 2015, Ruehli entrou com uma ação por difamação contra Cosby por negar suas alegações de estupro. As alegações de Ruehli contra Cosby remontam ao mais distante, com afirmações de que ele a agrediu em 1965.
Ela alegou que as veementes negações de Cosby dirigidas contra os numerosos acusadores em 2014 constituíam base para difamação. Sua queixa afirma, em parte, "É uma coisa para um acusado de agressão sexual permanecer em silêncio e permitir que o processo legal, ou a opinião pública, siga seu curso, mas é bem outra coisa para ele soltar seus agentes para negar que agrediu a autora e outras mulheres, para convidar outros a republicar suas declarações e rotulá-los como mentirosos não confiáveis."
Em um relato do The New York Times, Ruehli desistiu de seu processo sem prejuízo em 24 de junho de 2016.

### Katherine McKee
Em 22 de dezembro de 2015, McKee, uma ex-namorada do falecido artista Sammy Davis Jr., processou Cosby por difamação devido às alegações feitas por ele e seu advogado sobre sua afirmação de ter sido estuprada por Cosby em um quarto de hotel em Detroit no início dos anos 1970.
O juiz Mastroianni arquivou o processo em 16 de fevereiro de 2017, com base no caso histórico da Suprema Corte New York Times Co. v. Sullivan de 1964, que exigia um padrão mais elevado para demonstrar a intenção de malícia contra uma figura pública para que se qualificasse como difamatória, e que, dado que sua ação, McKee era uma figura pública limitada.
McKee recorreu, mas um tribunal federal de apelações se recusou a reverter a decisão de Mastroianni de arquivar o processo em 18 de dezembro de 2017.
Em 8 de outubro de 2017, o recurso de McKee foi novamente arquivado; a juíza Sandra Lynch afirmou, "McKee tomou medidas concertadas destinadas a influenciar a percepção pública sobre se Cosby era, de fato, um predador sexual", tornando-a assim uma figura pública.
Em janeiro de 2018, o Tribunal de Apelações dos EUA para o Primeiro Circuito recusou-se a reexaminar seu caso em uma audiência completa.
Por meio de uma petição à Suprema Corte, o tribunal recusou-se a ouvir o caso em fevereiro de 2019, reafirmando que a decisão do New York Times Co. foi aplicada corretamente em todos os níveis.

### Judith Huth
Em dezembro de 2014, Huth entrou com um processo alegando agressão sexual em 1974 na Mansão Playboy, quando ela tinha 15 anos.
Foi um dos dois processos ativos contra Cosby alegando diretamente agressão sexual. Mesmo que o incidente tenha ocorrido há mais de quarenta anos, as leis da Califórnia permitem que vítimas supostamente de abuso sexual infantil apresentem seus casos como adultas.
Cosby entrou com uma reconvenção contra Huth e seu advogado Marc Strecker para cobrar honorários advocatícios.
O advogado de Cosby alegou que Huth e seu advogado se envolveram em uma tentativa de extorsão antes de entrar com o processo. A alegação de Singer foi feita em um aviso de demurrer. Ele também buscou sanções contra Huth e Strecker.
Em 4 de agosto de 2015, um juiz da Câmara Superior de Los Angeles ordenou que Cosby prestasse um depoimento sob juramento no processo.
Outro juiz se recusou a arquivar o processo de Huth contra Cosby e exigiu que ele prestasse um depoimento, que ocorreu em 9 de outubro em Boston e durou 7,5 horas; nenhum outro detalhe foi divulgado. A transcrição do depoimento ficou selada até pelo menos 22 de dezembro de 2015.
Allred anunciou que buscaria depor Cosby novamente.

### Katherine McKee
Em 22 de dezembro de 2015, McKee, uma ex-namorada do falecido artista Sammy Davis Jr., processou Cosby por difamação devido às alegações feitas por ele e seu advogado sobre sua afirmação de ter sido estuprada por Cosby em um quarto de hotel em Detroit no início dos anos 1970.
O juiz Mastroianni arquivou o processo em 16 de fevereiro de 2017, com base no caso histórico da Suprema Corte New York Times Co. v. Sullivan de 1964, que exigia um padrão mais elevado para demonstrar a intenção de malícia contra uma figura pública para que se qualificasse como difamatória, e que, dado que sua ação, McKee era uma figura pública limitada.
McKee recorreu, mas um tribunal federal de apelações se recusou a reverter a decisão de Mastroianni de arquivar o processo em 18 de dezembro de 2017.
Em 8 de outubro de 2017, o recurso de McKee foi novamente arquivado; a juíza Sandra Lynch afirmou, "McKee tomou medidas concertadas destinadas a influenciar a percepção pública sobre se Cosby era, de fato, um predador sexual", tornando-a assim uma figura pública.
Em janeiro de 2018, o Tribunal de Apelações dos EUA para o Primeiro Circuito recusou-se a reexaminar seu caso em uma audiência completa.
Por meio de uma petição à Suprema Corte, o tribunal recusou-se a ouvir o caso em fevereiro de 2019, reafirmando que a decisão do New York Times Co. foi aplicada corretamente em todos os níveis.

### Judith Huth
Em dezembro de 2014, Huth entrou com um processo alegando agressão sexual em 1974 na Mansão Playboy, quando ela tinha 15 anos.
Foi um dos dois processos ativos contra Cosby alegando diretamente agressão sexual. Mesmo que o incidente tenha ocorrido há mais de quarenta anos, as leis da Califórnia permitem que vítimas supostamente de abuso sexual infantil apresentem seus casos como adultas.
Cosby entrou com uma reconvenção contra Huth e seu advogado Marc Strecker para cobrar honorários advocatícios.
O advogado de Cosby alegou que Huth e seu advogado se envolveram em uma tentativa de extorsão antes de entrar com o processo. A alegação de Singer foi feita em um aviso de demurrer. Ele também buscou sanções contra Huth e Strecker.
Em 4 de agosto de 2015, um juiz da Câmara Superior de Los Angeles ordenou que Cosby prestasse um depoimento sob juramento no processo.
Outro juiz se recusou a arquivar o processo de Huth contra Cosby e exigiu que ele prestasse um depoimento, que ocorreu em 9 de outubro em Boston e durou 7,5 horas; nenhum outro detalhe foi divulgado. A transcrição do depoimento ficou selada até pelo menos 22 de dezembro de 2015.
Allred anunciou que buscaria depor Cosby novamente.
Em 14 de abril de 2016, os advogados de Cosby apresentaram uma moção para arquivar o processo de Huth, alegando que ela alterou sua linha do tempo em relação à "descoberta tardia" de lesões ou doenças psicológicas relacionadas ao suposto abuso.
Em 26 de abril, o juiz Karlan recusou arquivar a maior parte do processo de Huth; no entanto, ele arquivou a alegação de "inflição negligente de angústia emocional". "O tribunal, neste momento, não está disposto a arquivar as reivindicações potencialmente merecedoras da autora contra o réu com base em erros atribuíveis à sua ex-advogada", escreveu Karlan. Allred afirmou: "Estamos muito felizes que o Tribunal concordou e continuaremos a lutar vigorosamente por um resultado justo para nossa cliente." O porta-voz de Cosby, Monique Pressley, não comentou imediatamente sobre a decisão.
Em 20 de setembro, foi revelado que uma das treze testemunhas de acusação no julgamento criminal era a suposta vítima de Cosby, Margie Shapiro. Allred entrou com uma moção no processo civil de Huth para que o depoimento de Shapiro fosse adiado até após o julgamento criminal. Allred afirmou acreditar que a defesa tentaria usar o depoimento contra Shapiro para encontrar discrepâncias no julgamento que se aproximava. A advogada de Cosby, Angela Agrusa, se opôs a essa moção.
Em 27 de junho de 2017, o juiz Karlan marcou uma data de início do julgamento para 30 de julho de 2018.
Dois meses após Cosby ser liberado de uma prisão na Pensilvânia, o caso foi reativado, e seu advogado afirmou que ele continuaria a invocar a 5ª Emenda. A Câmara Superior de Los Angeles decidiu que o julgamento civil poderia prosseguir com uma data provisória de 18 de abril de 2022.
Em 16 de março, os advogados de Cosby entraram com documentos no tribunal alegando que o prazo de prescrição violava a lei ex post facto da constituição.
Dois dias depois, os advogados de Huth e de Cosby tiveram uma reunião acalorada para decidir o destino do processo. A advogada de defesa, Jennifer Bonjean, disse que eles ainda não haviam tomado uma decisão, mas estavam procurando um julgamento justo em algum momento de maio.
O julgamento então começou com a formação do júri na semana de 23 a 28 de maio, e o próprio julgamento deve levar duas semanas para terminar. Os argumentos iniciais estavam agendados para 1º de junho.
Em 7 de junho de 2022, Huth testemunhou perante um júri no julgamento civil, relembrando os eventos que ocorreram na Mansão Playboy. Notavelmente, fotos de Cosby com barba posando com ela datam de 1975, o que significa que o incidente ocorreu naquele ano.
Um dia depois, Cosby negou esses eventos, dizendo "Eu não conheço a Sra. Huth". Esperava-se que ele não comparecesse ao julgamento.
Em 21 de junho de 2022, o júri civil da Califórnia decidiu a favor de Huth, com Cosby sendo condenado a pagar US$ 500.000 e sem danos punitivos.

### Lili Bernard
Em 14 de outubro de 2021, a atriz Lili Bernard entrou com um processo sob o período de retrospectiva de 2 anos do estado de Nova Jersey, que permite que vítimas de agressão sexual processem independentemente de quando a ofensa ocorreu.
Em seu processo, ela alega que Cosby a agrediu sexualmente em várias ocasiões, com a alegação mais grave ocorrendo em agosto de 1990, na qual ela afirma que Cosby a atraiu para o resort Trump Taj Mahal, em Atlantic City, NJ, com a promessa de ajudar a impulsionar sua carreira, mas, em vez disso, a drogou e estuprou.
Ela continua dizendo que, depois de acordar na manhã seguinte, Cosby a ameaçou e disse que, se ela fosse à polícia, ele a processaria por difamação e destruiria sua carreira.
Ela está buscando US$ 225 milhões em indenizações, que incluem US$ 25 milhões por cada agressão sexual e mais US$ 125 milhões por danos punitivos.
Cosby, por meio de seu porta-voz Andrew Wyatt, negou veementemente as acusações e afirmou que lutaria contra o período de retrospectiva de 2 anos, alegando que ele é inconstitucional.

### Victoria Valentino
Em 1º de junho de 2023, a ex-modelo da Playboy Victoria Valentino, que alegou que Cosby a drogou e abusou sexualmente dela em sua residência em Los Angeles, em 1969, entrou com uma ação judicial por abuso sexual na Superior Court de Los Angeles.
A ação foi movida com base em uma nova lei da Califórnia que estendeu temporariamente o prazo de prescrição.
A ação alegava que Cosby administrou a Valentino e a uma amiga não identificada uma pílula cada enquanto todas jantavam em uma churrascaria e, em seguida, os conduziu até sua residência, onde “se envolveu em relações sexuais forçadas” com elas.

### Morganne Picard
Em agosto de 2023, documentos judiciais obtidos pela People revelaram que a cantora Morganne Picard entrou com uma ação judicial contra Cosby, na qual alegava que ele a drogou e estuprou no final da década de 1980.
A ação alegava que Cosby “insistiu e encorajou” que ela bebesse líquidos que a deixaram “extremamente embriagada” em “múltiplas ocasiões” entre 1987 e 1990.

### Joan Tarshis
Em novembro de 2023, Joan Tarshis, uma das primeiras acusadoras de Cosby, entrou com uma ação judicial contra ele com base no New York Survivors Act.

### Nevada lawsuits
Em 30 de janeiro de 2024, Chelan Lasha, uma das cinco acusadoras que testemunharam no julgamento criminal de Cosby em 2018, entrou com uma ação civil contra Cosby no U.S. District Court em Las Vegas.
Ela alegou que Cosby a drogou e abusou sexualmente dela em um hotel Hilton em Las Vegas, Nevada, quando ela tinha 17 anos.
Ela também afirmou que o conheceu pela primeira vez quando tinha 15 anos.
A ação foi movida após uma alteração na lei de Nevada que revogou o prazo de prescrição em casos civis relacionados a agressões sexuais.
Antes da ação de Lasha, outras nove mulheres já haviam entrado com uma ação por agressão sexual contra Cosby em Nevada, em junho de 2023.

## Litígios relacionados

### Ação contra o advogado de Cosby
Em 16 de novembro de 2015, foi noticiado que as acusadoras Green e Bowman entraram com uma ação judicial conjunta contra John Schmitt, um dos advogados de Bill Cosby.
Em novembro de 2014, Schmitt divulgou uma declaração que dizia: "Over the last several weeks, decade-old, discredited allegations against Mr. Cosby have resurfaced. The fact they are being repeated does not make them true. Mr. Cosby does not intend to dignify these allegations with any comment." Essa declaração também foi publicada na página principal do site oficial de Cosby.
Green e Bowman argumentam que essa declaração amplamente divulgada equivalia a rotulá-las como mentirosas, resultando em angústia emocional e outros danos.

### Disputa sobre cobertura de seguro
A AIG Property Casualty Company, seguradora residencial de Cosby, concordou provisoriamente em assumir os custos legais de Cosby para o caso Green, et al. em Massachusetts, bem como para o caso de Dickinson na Califórnia, referentes à possibilidade de essas mulheres terem sido difamadas quando os representantes de Cosby negaram a ocorrência de má conduta sexual. Mas a seguradora também entrou com ações judiciais relacionadas a ambos os casos, buscando uma declaratory relief de que não é responsável.
O seguro residencial de Cosby cobre-o para "personal injury", definido em sua apólice como incluindo "bodily injury"; "shock, emotional distress, mental injury"; "invasion of privacy"; e "defamation, libel, or slander". Contudo, a apólice contém uma exclusão para "sexual, physical or mental abuse", o que prepara o terreno para uma potencial batalha jurídica inédita sobre se uma ação por difamação acerca da negação de abuso sexual está coberta.
Em setembro de 2015, Cosby apresentou uma moção para dispensar a ação da AIG ou colocá-la em espera. Os advogados de Cosby argumentaram que a AIG estava agindo contra os melhores interesses de Cosby e que enfrentar tanto as ações dos acusadores quanto a da seguradora drenaria seus recursos.
Em 9 de outubro de 2015, a AIG apresentou uma resposta, qualificando a moção de Cosby de "bizarra e possivelmente única em toda a história da jurisprudência americana", criticando os advogados de Cosby por referenciar jurisprudência irrelevante de outros estados e afirmando que, se o tribunal decidisse a favor de Cosby, isso "equivaleria a um abandono generalizado da jurisdição deste Tribunal, sem razão aparente."
Em 13 de novembro de 2015, a juíza federal da Califórnia Beverly O'Connell concedeu a moção de Cosby para dispensar a ação no caso Dickinson e concluiu que a AIG tinha o dever de defendê-lo. Em sua decisão, O'Connell examinou a exclusão "arising out of" mencionada acima e declarou que seu significado é ambíguo. "The Court finds that both Plaintiff's broad interpretation and Defendant's narrow interpretation of 'arising out of' are reasonable ... The sexual misconduct exclusion could reasonably be read to require that Dickinson's claims merely relate to sexual misconduct, or that Dickinson's claims be proximately caused by the sexual misconduct", escreveu ela.
Como termos ambíguos são interpretados em favor da cobertura, Cosby prevaleceu. O'Connell apresentou uma segunda razão independente para decidir a favor de Cosby. Ela examinou a queixa de Dickinson e concluiu que há alegações independentes de má conduta sexual. "For example, allegations that Defendant 'intentionally drugged' Dickinson 'even though he knew that she had been in a rehab center for addiction a few months before' could reasonably be interpreted as independent of sexual misconduct, and therefore, within the Policies' coverage ... Similarly, the Dickinson Complaint alleges that Defendant's statements contain numerous implications about Dickinson, including the implication that 'Dickinson has copied the claims made publicly by other women against Defendant' and 'the implication that Ms. Dickinson's rape disclosure is a lie and that therefore she is a liar'", escreveu ela.
Como os tribunais impõem cobertura em uma ação "mista", Cosby também prevaleceu aqui, embora essa decisão não se aplique ao caso de Massachusetts, onde a AIG e Cosby ainda disputam a responsabilidade.
O juiz Mark G. Mastroianni negou a tentativa de Cosby de dispensar ou pausar a ação da AIG em 14 de dezembro de 2015. Esse juiz, também responsável pela ação de difamação de Green et al., negou a moção da AIG para pausar esse caso.

### Gloria Allred vs. Cobb-Marietta Coliseum,et al.
Em 18 de novembro de 2015, Allred anunciou que estava processando Cobb County, Geórgia; o Cobb-Marietta Coliseum; e Michael Taormina por violarem seus direitos da Primeira Emenda, quando lhe foi negada a entrada na apresentação de stand-up comedy de Cosby em 2 de maio de 2015, no Cobb Energy Performing Arts Center em Atlanta.
Allred participou de um protesto em frente ao local, mas também havia adquirido um ingresso para o show. No entanto, policiais locais informaram que ela seria presa por invasão caso entrasse no teatro.
Allred afirmou que a equipe de Cosby coordenou com a segurança e a polícia para negar a entrada às pessoas incluídas em uma lista de "agitadores".
Cobb-Marietta Coliseum é o nome da empresa que organizou o show, e Taormina é seu diretor administrativo. Os policiais são empregados por Cobb County.[carece de fontes?]
"Performers should not be able to commandeer a police force (as Bill Cosby's representatives appeared to do) in order to exclude individuals from the performance because they have a different viewpoint than the performer has", afirmou Allred.
Ela buscou uma ordem judicial para proibir o que chamou de "política de censura nas admissões" do local.
Em 8 de setembro de 2016, Allred chegou a um acordo com a defesa. As partes concordaram em pagar a Allred US$ 40.000, juntamente com a promessa de não impedir que futuros clientes comparecessem a qualquer evento público realizado no Coliseum.

### Andrea Constand vs. Bruce Castor
Em 26 de outubro de 2015, Andrea Constand entrou com uma ação federal contra o ex-promotor distrital do Condado de Montgomery, Bruce Castor, por difamação. Constand está sendo representada por sua advogada original do caso Constand vs Cosby de 2006, Dolores Troiani.
O principal advogado criminal de Cosby na Pensilvânia está contestando uma intimação relacionada à sua doação de US$ 2.500 para o ex-promotor, que afirma ter prometido a Cosby que ele nunca seria acusado. O advogado Brian McMonagle coapresentou um evento de arrecadação de fundos políticos para o ex-promotor Bruce Castor no início do ano anterior, mas afirmou que ocorreu meses antes de ele se juntar à equipe de defesa de Cosby em setembro.
A advogada de Constand agora quer que McMonagle detalhe quaisquer vínculos entre seu escritório e Castor, incluindo registros telefônicos e documentos. Ela quer que Cosby faça o mesmo.
Em uma audiência pré-julgamento em 15 de abril de 2016, um juiz determinou que Constand tem direito a quaisquer documentos compartilhados entre Castor e os advogados de Cosby.
Em janeiro de 2019, as duas partes chegaram a um acordo confidencial.

### Bill Cosby vs. Beverly Johnson
Em 21 de dezembro de 2015, Cosby processou a supermodelo Beverly Johnson por difamação, alegando que ela contou uma história falsa em um artigo da Vanity Fair.
Esta foi a primeira vez que Cosby processou uma mulher que o havia acusado de agressão sem ter sido processado primeiro.
A ação de Cosby acusa Johnson de mentir sobre o incidente no qual ela afirma que Cosby adulterou uma xícara de cappuccino com uma droga desconhecida.
Percebendo o que estava acontecendo, Johnson afirmou que gritou e xingou Cosby diversas vezes antes que ele a arrastasse para fora e chamasse um táxi para ela. (Na versão de Johnson, não foi alegado nenhum contato sexual por parte de Cosby.)
A ação de Cosby busca indenizações não especificadas e uma liminar que impeça a modelo de repetir suas alegações, exigindo que estas sejam removidas de suas memórias, lançadas em agosto.
Em 19 de fevereiro de 2016, Cosby apresentou uma moção para dispensar sua ação contra Johnson. Sua advogada Monique Pressley escreveu, em um e-mail, que Cosby tomou essa atitude para concentrar-se em sua defesa em um caso criminal na Pensilvânia. Pressley afirmou que Cosby planejava reabrir o processo contra Johnson antes que o prazo de prescrição expirasse.
Nenhum reprocessamento ocorreu.

### Bill Cosby vs. Andrea Constand, mãe de Constand, advogados de Constand eNational Enquirer
Em 1º de fevereiro de 2016, Cosby entrou com uma ação por violação de contrato contra Andrea Constand, sua mãe Gianna Constand, sua atual advogada Dolores Troiani, sua ex-advogada Bebe Kivitz e o editor do National Enquirer.
Cosby entrou com a ação um dia antes da audiência criminal de 2 de fevereiro, que incluía o depoimento de Troiani. A ação busca o reembolso integral, acrescido de juros, sobre "o substancial benefício financeiro". O processo afirma: "Despite being expressly prohibited from disclosing such information to anyone, Andrea Constand volunteered to participate and disclosed such information to the district attorney and others." Troiani tem sustentado que o acordo de conciliação impedia Constand apenas de iniciar processos criminais contra Cosby, e não de cooperar caso as autoridades a procurassem primeiro.
Os promotores apresentaram uma cópia do acordo, redigida para ocultar tudo, exceto uma única frase, na audiência pré-julgamento de Cosby neste mês. Essa frase dizia: "Constand agrees that she will not initiate any criminal complaint against Cosby arising from the underlying facts of this case."
Atualmente, a ação permanece em sigilo, e os advogados de Cosby se recusaram a comentar sobre a natureza das alegações nela contidas.
Em 28 de julho de 2016, Cosby apresentou uma moção para dispensar toda a sua ação contra todos os réus.

### Bruce Castor vs. Andrea Constand
Em 20 de outubro de 2017, o advogado de Bruce Castor, James Beasley Jr., anunciou que planeja entrar com uma ação contra Andrea Constand por danos decorrentes da eleição em que perdeu para Kevin Steele, que agora está processando Cosby pelos mesmos atos que Castor se recusaria a processá-lo. Em sua ação, ele afirma que Constand conspirou com Steele para ajudá-lo a vencer a eleição, de modo que Cosby pudesse ser processado.
O advogado de Constand, Jeffrey McCarron, respondeu: "If his described basis is the reason for the lawsuit, then we do not expect it will last very long."

## Reações

### Defesas de Cosby
Em 2014, Camille Cosby, que se casou com Cosby em 1964 quando tinha 19 anos, divulgou uma declaração em apoio ao marido, descrevendo-o como vítima de acusações não verificadas: "The man I met, and fell in love with, and whom I continue to love, is the man you all knew through his work. He is a kind man... and a wonderful husband, father and friend."
Em um artigo da revista Time, de janeiro de 2015, sobre por que as mulheres negras deveriam parar de defender Cosby, a atriz Phylicia Rashad foi citada defendendo-o: "What you're seeing is the destruction of a legacy. And I think it's orchestrated. I don't know why or who's doing it, but it's the legacy. And it's a legacy that is so important to the culture."
Em um artigo da USA Today, de julho de 2015, acerca da resposta dos atores de The Cosby Show às alegações, Keshia Knight Pulliam, integrante do elenco, afirmou: "All I can speak to is the man I know and I love the fact that he has been such an example [and] you can't take away from the great that he has done, the millions and millions of dollars he has given back to colleges and education, and just what he did with the Cosby Show and how groundbreaking that was. The Cosbys, we were the first family that no matter what race, religion, you saw yourself in", abordando também as acusações contra Cosby. "At the end of the day they are allegations... I don't have that story to tell."
Em setembro de 2015, o comediante Damon Wayans atacou as acusadoras, qualificando-as de "un-rape-able" e defendendo Cosby ao afirmar: "It's a money hustle."
Em dezembro de 2015, o ator e comediante Eddie Griffin sugeriu que Cosby era vítima de uma conspiração para destruir sua imagem e que vários outros homens afro-americanos proeminentes haviam sido alvos de conspirações semelhantes.
O colunista do Chicago Tribune Clarence Page escreveu que a teoria conspiratória mais popular sobre as acusações envolve Cosby sendo "[punished] by the powers-that-be for [his] attempts to buy NBC in the 1990s". Page afirmou que tal conspiração não explica por que os conspiradores esperaram tanto para apresentar as acusações, visto que o escândalo eclodiu muitos anos após Cosby ter abandonado a tentativa de compra. Dick Gregory foi um apoiador dessa teoria.

#### Defensores mudam de opinião
Duas pessoas notáveis que anteriormente defenderam Cosby e acreditavam em sua inocência mudaram de posição. A atriz e apresentadora de talk show americana Whoopi Goldberg e Joseph C. Phillips (integrante regular do Cosby Show por três anos) fizeram declarações públicas em 15 de julho de 2015. Goldberg afirmou: "If this is to be tried in the court of public opinion, I got to say all of the information that's out there kind of points to guilt." Em entrevista, Goldberg deixou a seguinte mensagem para Cosby: "It looks bad, Bill. Either speak up or shut up." 
Goldberg recebeu ameaças por defender firmemente Cosby.
Em forma de pergunta, Goldberg referiu-se a Cosby como "serial rapist" e questionou por que ele ainda estava nas ruas.
Phillips foi ainda mais direto, afirmando: "Of course Bill Cosby is guilty!"

### Reação de Obama
Em julho de 2015, a organização sem fins lucrativos PAVE: Promoting Awareness and Victim Empowerment, focada na prevenção de agressões sexuais, lançou uma petição no WhiteHouse.gov, pedindo ao Presidente Barack Obama que revogasse a Presidential Medal of Freedom de Cosby (que este recebeu do Presidente George W. Bush em julho de 2002).
Ainda no mesmo mês, em resposta a uma pergunta em uma coletiva de imprensa, o Presidente Obama afirmou:

Não há precedente para revogar uma medalha. Nós não temos esse mecanismo. E, como vocês sabem, costumo ter como política não comentar os detalhes de casos em que ainda possam haver, se não questões criminais, ao menos civis, envolvidos. [longa pausa] Direi o seguinte: se você dá a uma mulher – ou a um homem, por sinal –, sem o conhecimento dela, uma droga, e depois mantém relações sexuais com essa pessoa sem consentimento, isso é estupro. E eu acho que este país, qualquer país civilizado, não deve tolerar o estupro.

### Resposta de Cosby
Após Tamara Green, uma das testemunhas no caso de Andrea Constand, recontar sua história à Newsweek em fevereiro de 2014, o publicitário de Cosby, David Brokaw, emitiu na época uma declaração afirmando que a história de Green era "uma acusação desacreditada de 10 anos que provou não ser nada na época, e ainda não é nada."
Quando as alegações de agressão sexual contra Cosby explodiram no final de 2014, as negações de Brokaw e de outros representantes de Cosby tornaram-se ainda mais veementes, com o advogado Martin Singer chamando todas as acusações de "unsubstantiated, fantastical stories ... [that] have escalated past the point of absurdity".
Quando Dickinson se apresentou em novembro de 2014 para acusar Cosby de tê-la estuprado em 1982, Singer emitiu uma negação em nome de Cosby, afirmando: "Janice Dickinson's story accusing Bill Cosby of rape is a lie."
Por volta da época dessas entrevistas, os advogados de Cosby começaram a enviar cartas contundentes a publicações que noticiavam as alegações de agressão sexual, ameaçando-as com ações judiciais e utilizando expressões como "proceed at your own peril" caso publicassem determinadas histórias. Vários veículos de comunicação publicaram essas cartas ameaçadoras enviadas pelos advogados de Cosby.
Em novembro de 2014, um dos advogados de Cosby, John Schmitt, divulgou uma declaração que dizia: "Over the last several weeks, decade-old, discredited allegations against Mr. Cosby have resurfaced. The fact they are being repeated does not make them true. Mr. Cosby does not intend to dignify these allegations with any comment." Essa declaração também foi publicada na página principal do site oficial de Cosby.
Após sua acusação formal em três cargos de crime com base no caso Constand, Cosby tuitou a seguinte mensagem em 30 de dezembro de 2015, utilizando sua conta no Twitter: "Friends and fans, Thank You  [sic]."

#### Entrevistas
Cosby foi questionado diretamente sobre os comentários de Buress e as consequências decorrentes em duas entrevistas, realizadas em novembro de 2014, que originalmente pretendiam tratar de uma nova exposição de arte no Smithsonian, a qual exibiria sua coleção privada de arte afro-americana.
Em uma entrevista na NPR, em 15 de novembro de 2014, o repórter Scott Simon afirmou: "This question gives me no pleasure, Mr. Cosby, but there have been serious allegations raised about you in recent days." Cosby ficou em silêncio, levando a uma troca constrangedora na rádio, na qual Simon descreveu verbalmente aos ouvintes as ações de Cosby: "you're shaking your head no." Simon continuou a pedir que Cosby comentasse as alegações antes de encerrar a entrevista sem mais pronunciamentos do mesmo.
Em uma entrevista realizada em 6 de novembro de 2014 com o repórter da Associated Press Brett Zongker, Cosby aparentou estar visivelmente abalado com as inesperadas perguntas de Buress e disse a Zongker: "No, no, we don't answer that." Nos minutos seguintes, gravados, Cosby tentou repetidamente fazer com que Zongker confirmasse que a AP editasse as perguntas de Buress, implicando que a "integridade" de Zongker e sua capacidade de ser um "repórter sério" seriam comprometidas se aquela parte da entrevista não fosse "eliminada". Quando Zongker não garantiu esse pedido, Cosby chamou seu publicitário fora de câmera, David Brokaw, e pediu que ligasse imediatamente para os editores de Zongker. Quando a entrevista foi divulgada em 10 de novembro, as perguntas de Buress haviam, de fato, sido omitidas. Contudo, após as alegações ganharem novo fôlego – inclusive com uma nova acusação de Janice Dickinson – a AP decidiu divulgar imagens do intercâmbio completo em 19 de novembro.
Em uma entrevista à Florida Today em 21 de novembro de 2014, Cosby declarou: "I know people are tired of me not saying anything, but a guy doesn't have to answer to innuendos. People should fact check. People shouldn't have to go through that and shouldn't answer to innuendos."

## Consequências

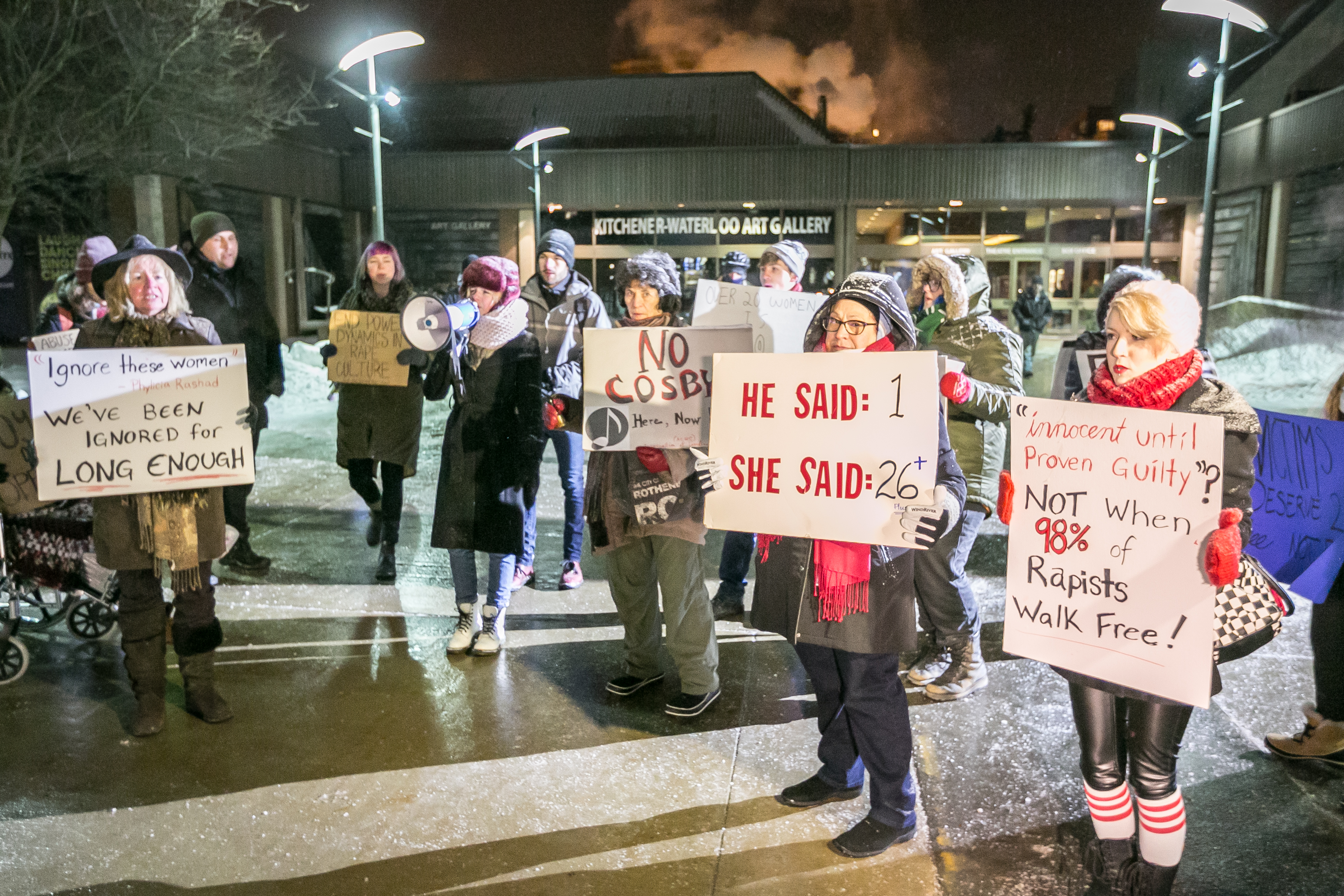
Manifestantes protestando contra Cosby em Kitchener, Ontario, Canadá

Numerosas instituições, faculdades, universidades, empresas e redes de transmissão romperam relações com Cosby em decorrência das alegações.
Os graus honorários de Cosby foram objeto de controvérsia. Estima-se que ele tenha recebido mais de 60 graus honorários entre 1985 e 2014, muitos dos quais concedidos após Cosby admitir ter canalizado dinheiro para sua amante Shawn Upshaw na década de 1990, ser acusado de agredir sexualmente Lachele Covington em 2000 e enfrentar uma ação por abuso sexual em 2005 movida por Andrea Constand, com 13 outras supostas vítimas prontas para se manifestar.
No entanto, Cosby continuou a acumular graus honorários, até que a Boston University lhe concedeu essa honra em maio de 2014.
A University of Arizona ainda estava em discussões, até novembro de 2014, para conceder a Cosby um grau honorário em 2015.
Contudo, à medida que a controvérsia envolvendo Cosby se desenrolava, cresceu um movimento para chamar atenção à violência sexual nos campi, com críticas de que a burocracia do ensino superior contribuiu para uma cultura na qual os crimes sexuais não são levados a sério. A revista New York referiu-se, em 2014, a esse movimento como uma "revolução contra o abuso sexual no campus".
Tanto que o Vice-Presidente Joe Biden publicou um artigo de opinião em 2015 para combater o problema.
Foi nesse contexto que inúmeras faculdades e universidades romperam seus laços com Cosby, com um número sem precedentes de instituições revogando seus graus honorários.
Ao anunciar sua condenação de Cosby, muitas universidades aproveitaram para afirmar suas políticas de tolerância zero à violência sexual. A Brown University declarou que as supostas ações de Cosby eram "particularmente preocupantes, uma vez que nossa comunidade universitária continua a enfrentar os desafios reais da violência sexual em nosso campus e na sociedade em geral."
Na declaração da Baylor University sobre a revogação do grau honorário de Cosby, foi acrescentado: "Through the efforts of our Title IX Office, we are encouraging victims to report acts of interpersonal and sexual violence, and making sure those suffering from the effects of such acts are provided the necessary support and services to feel safe and be academically successful."
Após mais de 20 instituições revogarem os graus de Cosby, outras se recusaram a fazê-lo, frequentemente citando políticas de nunca revogar o grau de alguém por qualquer motivo. Contudo, todas essas escolas publicaram declarações repudiando a conduta de Cosby.
A University of Pennsylvania recebeu grande repercussão ao anunciar que não revogaria o grau honorário de Cosby, citando política institucional, sem comentar que anteriormente havia revogado outros dois graus honorários.
A revista Philadelphia publicou um artigo de opinião intitulado "Penn, Are You Serious About Not Revoking Bill Cosby's Honorary Degree?" resumindo: "On a campus where 27 percent of women report being sexually assaulted, the hesitation is unacceptable."
A University of Pennsylvania acabou revogando o grau honorário de Cosby em fevereiro de 2018.

### Instituições rompem laços
Em novembro de 2014, faculdades e universidades com vínculos com Cosby começaram a remover suas afiliações com ele. A University of Massachusetts Amherst, uma das instituições de onde Cosby se formou, pediu que ele deixasse o cargo de co-presidente honorário da campanha de arrecadação de fundos da universidade. O Berklee College of Music, que anteriormente havia concedido um grau honorário a Cosby, eliminou uma bolsa de estudos oferecida em seu nome. A High Point University, na Carolina do Norte, também retirou Cosby de seu conselho consultivo, e a Freed–Hardeman University rescindiu o convite para que ele participasse de um jantar anual em dezembro.
Em 4 de dezembro de 2014, a Marinha dos Estados Unidos tomou a rara medida de revogar o título honorário de sargento-chefe concedido a Cosby em 2011. A Marinha divulgou uma declaração afirmando que "as alegações contra o Sr. Cosby são muito sérias e estão em conflito com os valores fundamentais de honra, coragem e compromisso da Marinha".
Em 4 de dezembro de 2014, sob pressão para romper laços de longo prazo com a Temple University, Cosby renunciou ao conselho de curadores da instituição.
Em 14 de dezembro de 2014, o Spelman College suspendeu indefinidamente sua Cátedra Endowment Camille Olivia Hanks Cosby, nomeada em homenagem à esposa de Cosby. A instituição afirmou que restauraria a cátedra quando seus "objetivos originais pudessem ser novamente alcançados", mas, após o depoimento de Cosby de 2005 ter se tornado público em julho de 2015, o Spelman descontinuou a cátedra por completo.
No final de 2014, a Creative Artists Agency deixou de representar Cosby, deixando-o sem um agente em Hollywood.
Em 7 de julho de 2015, o Walt Disney World removeu uma estátua de Bill Cosby, que fazia parte da "Academy of Television Arts and Sciences Hall of Fame Plaza" do parque Hollywood Studios.
Em meados de julho de 2015, após enorme pressão pública para remover obras de arte de propriedade de Cosby, o National Museum of African Art do Smithsonian optou por afixar um aviso de isenção de responsabilidade, lembrando os visitantes de que a exposição com a coleção de arte de Cosby trata dos artistas e não é uma homenagem ao comediante envolto em controvérsia.
O espetáculo, duramente criticado, que estava sendo planejado desde 2012 e parcialmente financiado por US$ 716.000 em doações dedutíveis de impostos ao museu por Bill e Camille Cosby (que integra o conselho do NMAA), intitulado "Conversations", incluiu 62 obras emprestadas pelo casal e permaneceu em exibição até 24 de janeiro de 2016.
Em 20 de julho de 2015, foi anunciado que Cosby não apareceria mais no documentario Painted Down sobre a história dos dublês afro-americanos no cinema e na televisão. Cosby é creditado por ter ajudado a criar a Black Stuntmen's Association em 1967. A produtora Nonie Robinson afirmou: "We were the last project standing behind him," mas disse que retirá-lo do documentário foi "the right thing to do in light of the recent court deposition being made public." Ao mesmo tempo, a Black Stuntmen's Association removeu uma homenagem a Cosby de seu site.
Em 23 de julho de 2015, a Simon & Schuster confirmou à Associated Press que não lançaria uma versão brochura da biografia de 2014 aprovada por Cosby, Cosby: His Life and Times, que foi criticada por não abordar as poucas alegações públicas de agressão sexual contra Cosby.
O editor também retirou os endossos de celebridades para o livro, após relatos de que David Letterman e Jerry Seinfeld pediram para se distanciar da biografia.
Em 23 de julho de 2015, de acordo com o Philadelphia City Paper, um mural do Dia dos Pais retratando Cosby, Nelson Mandela e Desmond Tutu estava programado para ser removido. O mural foi repintado depois de ser vandalizado com grafites que diziam "rapist" e "dude with ludes", em referência ao depoimento de 2005 – recentemente tornado público – no qual o comediante admitiu ter obtido Quaaludes para dar a mulheres, com a intenção de ter relações sexuais com elas. O Mural Arts Program já planejava remover o mural, mas acelerou a remoção devido à pressão.
Em 17 de agosto de 2015, o programa gratuito de 12 semanas de cinema da New York University para estudantes do ensino médio cortou todos os laços com Cosby. Anteriormente, a NYU havia nomeado o programa "William H. Cosby Future Filmmakers Workshop". Desde então, a NYU removeu o nome de Cosby do programa e eliminou a página da web com informações sobre o mesmo. "The workshops will be continuing, but Cosby's name has been removed… in light of recent events," afirmou o porta-voz da NYU, Matt Nagel, em um e-mail de 28 de agosto.
Em 2 de setembro de 2015, um retrato de Cosby feito com sementes causou indignação entre os frequentadores da Minnesota State Fair, realizada no Edifício de Agricultura e Horticultura em Minnesota. O artista Nick Rindo criou o retrato de Cosby utilizando rapeseed. Ele acompanhou o retrato com um pequeno cartão explicando que o mesmo fora feito com rapeseed, mas um funcionário tampou a palavra "rapeseed" com fita adesiva. Devido à revolta, o retrato foi retirado após um dia de exibição.
Em 11 de setembro de 2015, a Central State University, uma universidade historicamente negra para a qual Cosby doou mais de US$ 2 milhões, removeu oficialmente e de forma permanente o nome de Cosby do Camille O. & William H. Cosby Communications Center, renomeando-o para CSU Communications Center. A escola vinha ocultando o nome de Cosby desde julho enquanto tomava sua decisão final.
Em 7 de outubro de 2015, a Temple University anunciou que se afastaria ainda mais de Cosby, substituindo o assento vago, deixado após sua renúncia em dezembro de 2014, por um ex-aluno da Temple e correspondente da NBC, Tamron Hall. Esperava-se que o conselho votasse sobre a substituição em 13 de outubro de 2015, e que Hall assumisse seu assento no conselho em dezembro.
Em 19 de novembro de 2015, o conselho de ex-alunos da Central High School votou para remover Cosby do Hall da Fama. O presidente do conselho, Jeffrey Muldawer, afirmou que a decisão foi tomada para "eliminar um problema" que estava distraindo a missão da escola, acrescentando que alguns membros não se sentiam confortáveis em usar Cosby como modelo para crianças. Muldawer ressaltou que a remoção de Cosby não reflete uma opinião sobre as acusações, pois Cosby frequentou a escola apenas durante parte do seu primeiro ano e foi incluído no Hall da Fama em 1998.
Em 20 de janeiro de 2016, a Hampton University, uma universidade historicamente negra, anunciou a remoção de Cosby do seu conselho de curadores devido às alegações de múltiplas agressões sexuais: "For decades, Bill Cosby supported Hampton University as an institution of higher education, including serving on its board of trustees. He no longer serves on the board."
Em 31 de março de 2016, o National Museum of African American History and Culture anunciou que abordaria as alegações de agressão sexual de Cosby em sua exposição. Inicialmente, o museu havia afirmado que não o faria, mas, após enorme pressão pública, alterou sua decisão. O museu, inaugurado em 24 de setembro, incluiu a capa de um álbum de comédia do nativo de Filadélfia Cosby e uma história em quadrinhos de seu inovador drama televisivo I Spy, como parte da exposição sobre artistas e entretenedores negros.
Em janeiro de 2017, o Ben's Chili Bowl repintou um grande mural de Bill Cosby, Barack Obama e outras celebridades. Os proprietários do restaurante afirmaram que a reforma não teve relação com as acusações contra Cosby.
Cosby e Roman Polanski foram expulsos da Academy of Motion Picture Arts and Sciences "in accordance with the organization's Standards of Conduct" em 1º de maio de 2018.

### Revogação de graus honorários
Muitas instituições acadêmicas revogaram os graus honorários concedidos a Cosby. A maioria delas citou o depoimento de 2005 de Cosby.
Várias dessas instituições nunca haviam revogado um grau honorário anteriormente, ou o fizeram apenas uma vez.
A Fordham University revogou o grau honorário de Cosby, sendo este o primeiro da história da universidade.
A Fordham afirmou: "The University has taken this extraordinary step in light of Mr. Cosby's now-public court depositions that confirm many of the allegations made against him by numerous women" e que "Mr. Cosby was willing to drug and rape women for his sexual gratification, and further damage those same women's reputations and careers to obscure his guilt, hurt not only his victims, but all women, and is beyond the pale."
No dia seguinte, o advogado de Cosby, John P. Schmitt, enviou uma carta à Fordham University chamando a declaração da instituição de "tão irresponsável a ponto de chocar a consciência" e afirmando: "The mischaracterization of Mr. Cosby's testimony is so egregious that one can only conclude that it was written by one either unfamiliar with the testimony or determined deliberately to misrepresent Mr. Cosby's words." Schmitt criticou a universidade por um aparente esforço de oferecer "gratuituous support" às ações de difamação pendentes contra Cosby, citando o que chamou de alegação infundada de que o artista teria uma "longtime strategy of denigrating the reputations of women who accused him of such actions."
Também revogaram graus honorários: Amherst College, Baylor University, Boston University, Brown University, Bryant University, California State University, City University of New York, Drew University, Drexel University, Franklin & Marshall College, Goucher College, Haverford College, Lehigh University, Marquette University, Muhlenberg College, Oberlin College, Occidental College, Springfield College, Swarthmore College, Tufts University, a University of Pennsylvania, a University of Pittsburgh, a University of San Francisco, Wilkes University, e Yale University.
Algumas universidades e instituições educacionais enfatizaram que os graus honorários foram concedidos a Cosby com base nas informações disponíveis na época, e embora algumas lamentassem as revelações recentes sobre sua conduta, elas não possuíam política ou mecanismo para revogar a honra. Outras faculdades se recusaram a comentar ou afirmaram que as decisões ainda estavam pendentes. 
Cosby manteve graus honorários válidos de Berklee College of Music; Boston College; Carnegie Mellon University; Colby College; Colgate University; Cooper Union; Delaware State University; Fashion Institute of Technology; George Washington University; Hampton University; Howard University; Johns Hopkins University; New York University; North Carolina A&T State University; Ohio State University; Old Dominion University; Paine College; Pepperdine University; Rensselaer Polytechnic Institute; Rust College; Sisseton Wahpeton College; Talladega College; Temple University; College of William & Mary; University of Cincinnati; University of Connecticut; University of Maryland, College Park; University of Notre Dame; University of North Carolina at Chapel Hill; University of South Carolina; University of Southern California; Virginia Commonwealth University; Wesleyan University; e West Chester University.

### Redes de transmissão cancelam programas
Em 18 de novembro de 2014, a Netflix adiou um especial de stand-up comedy de Cosby após surgirem acusações de que Cosby teria abusado sexualmente de Janice Dickinson em 1982.
As reprises de The Cosby Show e de outros programas associados a Cosby também foram canceladas. Em 19 de novembro de 2014, tanto a TV Land quanto a NBC encerraram seus vínculos com Cosby: a TV Land anunciou que retiraria as reprises de sua programação e removeria clipes do show de seu site, enquanto a NBC descartou seus planos de desenvolver uma nova sitcom estrelada por Cosby.
Em dezembro de 2014, a rede Aspire – de propriedade de Magic Johnson – retirou as duas séries I Spy e The Bill Cosby Show de sua programação.
Em julho de 2015, a rede de transmissão Bounce TV retirou as reprises, e a BET Her da BET (outra unidade da Viacom) cessou de exibi-las.
O programa ainda permanece disponível no Hulu Plus.
Embora a série tenha retornado à Bounce TV em dezembro de 2016, ela foi retirada novamente em abril de 2018 após o veredicto de culpa de Cosby.
O Nick Jr. Channel também retirou as reprises de Little Bill de sua programação após as alegações contra Cosby em 2014.

## Mudanças legislativas

### Plano de agressão sexual de Ontário
Em março de 2015, a Premier de Ontário, Kathleen Wynne, anunciou um novo plano intitulado "It's Never Okay", que inclui um orçamento sem precedentes de US$ 41 milhões para combater a violência e o assédio sexual: "The new plan was drafted in response to high-profile incidents that remain under investigation, including sexual-assault allegations against members of the University of Ottawa men's hockey team, Jian Ghomeshi, and Bill Cosby."

### Lei de agressão sexual em Nevada
Em 26 de maio de 2015, o governador de Nevada, Brian Sandoval, sancionou um projeto de lei que estende o prazo de prescrição para a acusação criminal de estupro de quatro para 20 anos. Lise Lotte Lublin, que acusou Cosby de tê-la drogado em 1989 em um hotel em Las Vegas, Nevada, testemunhou em apoio à nova lei e pediu à Membro da Assembleia de Nevada, Irene Bustamante Adams, que apresentasse o projeto AB212.

### Projeto de lei de agressão sexual no Colorado
Em 15 de setembro de 2015, as acusadoras de Cosby Beth Ferrier, Heidi Thomas e Helen Hayes reuniram-se com a representante estadual Rhonda Fields, o promotor distrital do 18º Distrito Judicial, George Brauchler, e outros, no Capitólio em Denver, Colorado. Lá, discutiram o prolongamento do prazo de prescrição atual de 10 anos no Colorado para agressão sexual. Gloria Allred, que representa a maioria das quase 60 supostas vítimas, falou com o grupo via Skype: "I have been to New Jersey, and I'm not aware of any down side since they eliminated the statute (of limitations) for rape and sex assault." Brauchler afirmou que não deseja que nenhuma vítima seja privada de uma audiência justa por conta do prazo de prescrição do Colorado, mas "I don't have a magic number." Qualquer mudança precisaria ser feita com cautela, pois quanto mais tempo se passar entre uma suposta agressão sexual e a acusação, mais difícil será para o acusado se defender. Fields classificou o limite para agressão sexual como arbitrário, uma vez que a maioria dos estados, inclusive o Colorado, não possui um prazo de prescrição para homicídio.
Em 11 de fevereiro de 2016, o Comitê Judiciário da Câmara votou por 11–0 enviar o projeto de lei que estende o prazo de prescrição de 10 para 20 anos para votação no plenário. Tanto Ferrier quanto Thomas, supostas vítimas de Cosby, testemunharam na audiência realizada no mesmo dia. O projeto foi co-patrocinado pela representante Rhonda Fields e pelo senador John Cooke.

### Projeto de lei sobre a Medalha Presidencial da Liberdade
Em 5 de janeiro de 2016, descobriu-se que o representante dos EUA Paul Gosar (R-Ariz.) vinha elaborando uma medida para revogar a Presidential Medal of Freedom de Cosby, desde a divulgação, em julho, de um depoimento de 2005 no qual Cosby reconheceu ter usado drogas em mulheres com quem desejava ter relações sexuais. "Cosby has admitted to drugging women in order to satisfy his sexual desires, and, therefore, the Federal government should not recognize Cosby with an honor like the Presidential Medal of Freedom", diz o projeto de lei. A legislação imporia, além disso, penalidades criminais a qualquer pessoa que exibisse publicamente uma Medalha da Liberdade revogada pelo presidente, incluindo até um ano de prisão. "To continue honoring Bill Cosby with this prestigious accolade would be an affront to women nationwide, particularly those who were victims of his horrific acts", escreveu Gosar em uma carta a outros legisladores solicitando que co-patrocinassem o projeto.

### Projeto de lei de agressão sexual em Oregon
Um projeto de lei no Senado de Oregon criaria uma exceção ao prazo de prescrição de 12 anos para os crimes sexuais mais graves – incluindo estupro, sodomia e abuso infantil – permitindo que os promotores apresentem acusações se surgirem novas evidências concretas. Por exemplo, o caso poderia ser reaberto se múltiplas vítimas se manifestassem com alegações semelhantes ou se novas evidências escritas fossem descobertas. O Projeto de Lei do Senado 1553 foi inspirado por casos de estupro de alto perfil, incluindo o envolvendo Brenda Tracy, que relatou ter sido estuprada por quatro jogadores de futebol americano em Corvallis, em 1998, e o caso envolvendo Cosby. De acordo com o projeto, novas vítimas que se manifestassem poderiam servir como evidência para reabrir um caso, conforme afirmou Aaron Knott, diretor legislativo do Procurador Geral de Oregon Ellen Rosenblum. "While Bill Cosby is a celebrity, it's not unique to him", disse Knott aos legisladores durante uma audiência de comitê em 8 de fevereiro de 2016.

### Lei de agressão sexual na Califórnia
Em 3 de janeiro de 2016, a senadora estadual Connie Leyva apresentou o projeto de lei do Senado 813, intitulado "Justice for Victims Act". Esse projeto eliminaria o prazo de prescrição de 10 anos na Califórnia para delitos sexuais graves, como estupro, sodomia, atos lascivos ou obscenos, abuso sexual contínuo de uma criança, copulação oral e penetração sexual. O projeto conta com o apoio de Gloria Allred, do Escritório do Promotor Distrital do Condado de San Bernardino, entre outros.
Em 12 de abril de 2016, quatro supostas vítimas de Bill Cosby – Linda Kirkpatrick, Lili Bernard, Victoria Valentino e "Kasey" – testemunharam perante o comitê do Senado. "I wanted them to know that the system failed us," disse Kirkpatrick. Também testemunhou a advogada Gloria Allred, que representa 33 das supostas vítimas de Cosby.
Em 28 de setembro de 2016, o governador Jerry Brown sancionou o projeto de lei, que entrou em vigor em 1º de janeiro de 2017.
O projeto foi apoiado pela ativista dos direitos das mulheres e LGBT Ivy Bottini e pela Dra. Caroline Heldman, que também fazem parte da campanha #EndRapeSOL, voltada para eliminar o prazo de prescrição para estupro em outros estados. Lili Bernard, Victoria Valentino e outras supostas vítimas de Cosby contribuíram para esse esforço de base.

## Impacto no legado de Cosby
Joan Tarshis, que acusou Cosby de tê-la estuprado, em um artigo do Salon.com, comparou o legado danificado de Cosby ao de O. J. Simpson, afirmando: "When you hear O. J. Simpson's name, you don't think 'Oh, great football player'. That doesn't come to mind first. I'm thinking it's not going to be 'Oh, great comedian'. It's going to be 'Oh, serial rapist'."
Em 2015, a revista Ebony lançou uma edição com as acusações contra Cosby como matéria de capa, discutindo a importância de The Cosby Show e se seria possível separar Bill Cosby de Cliff Huxtable. A capa exibia uma fotografia dos Huxtables com uma moldura rachada, simbolizando o legado danificado e complicado do programa.

### Na cultura popular
Outros comediantes de stand-up, como Dave Chappelle, Judd Apatow, Martin Lawrence, Jim Norton, Bill Maher, Ricky Gervais, Lisa Lampanelli, Jeff Ross e Jim Jeffries, comentaram sobre as alegações em suas apresentações de stand-up. Eddie Murphy fez piada sobre a queda de Cosby e ressuscitou sua imitação icônica dele enquanto aceitava o prêmio do Mark Twain Prize for American Humor.
No filme de comédia de 2016 Vizinhos 2: Ascensão da Sororidade, um personagem brinca "fomos Cosbyados" após perceber que havia sido drogado. South Park, Saturday Night Live, e Uma Família da Pesada também zombaram de Cosby por seu suposto comportamento sexual inadequado. Em 2015, quando o ator pornô James Deen foi acusado de agressão sexual por várias mulheres, The Huffington Post referiu-se a ele como "the Bill Cosby of porn".
No final de 2018, a canção de Natal "Baby, Está Frio Lá Fora" foi retirada de várias emissoras de rádio em meio à controvérsia de que sua letra supostamente promove a predação sexual. Susan Loesser, filha do compositor Frank Loesser, culpou Bill Cosby pela reação negativa à sua letra "say, what's in this drink?" Loesser afirmou "Bill Cosby está arruinando para todo mundo ... Desde que Cosby foi acusado de drogar mulheres, ouço a questão do estupro com drogas o tempo todo ... Acho que seria bom se as pessoas olhassem para a canção no contexto da época. Ela foi escrita em 1944. Era uma época diferente."
A estreia, em 2022, da 21ª temporada de Lei e Ordem abordou os casos de Cosby, com um enredo centrado no assassinato de um artista (neste caso, um cantor) liberado da prisão após sua condenação ter sido anulada de maneira semelhante à de Cosby; assim como Cosby, ele havia sido acusado de várias acusações de estupro, mas manteve sua inocência, sendo baleado e morto por uma vítima em busca de vingança.
Em 2022, W. Kamau Bell lançou o documentário da Showtime We Need to Talk About Cosby, que explora a vida e a carreira de Cosby até seus casos de agressão sexual, por meio de conversas com comediantes, jornalistas e sobreviventes. Um representante de Cosby emitiu uma declaração dias antes da estreia da série, afirmando: "O Sr. Cosby passou mais de 50 anos ao lado dos excluídos; possibilitou que alguns fossem incluídos; esteve ao lado dos desfavorecidos; e ao lado daquelas mulheres e homens que foram negados um trabalho respeitoso por causa da raça e do gênero dentro dos âmbitos das indústrias do entretenimento, e continua a ser alvo de inúmeros meios de comunicação que, por tempo demais, distorceram e omitiram verdades... intencionalmente. O Sr. Cosby nega veementemente todas as acusações lançadas contra ele. Vamos falar sobre Bill Cosby. Ele quer que nossa nação seja o que se proclama ser: uma democracia."

## Pagamentos para silenciar e encobrimento
Foi relatado que uma das razões pelas quais muitas das acusadoras de Cosby não se pronunciaram inicialmente é que Cosby lhes deu dinheiro em troca de seu silêncio. Quando questionado em seu depoimento sobre de quem ele desejava manter o caso em sigilo, Cosby respondeu "Mrs. Cosby".
Em novembro de 2014, o ex-gerente de instalações da NBC, Frank Scotti, disse ao New York Daily News que, enquanto trabalhava em The Cosby Show, Cosby direcionava pagamentos regulares para várias mulheres por meio de ordens de pagamento que Scotti foi instruído a comprar em seu próprio nome. Entre as mulheres identificadas nos recibos que Scotti preservou por mais de 20 anos estavam Shawn Thompson, a amante reconhecida de Cosby que mais tarde o acusou de ser o pai de seu filho, e Angela Leslie, que afirmou que Cosby fez investidas sexuais indesejadas contra ela no início dos anos 1990. Scotti "suspeitava que [Cosby] estava tendo relações sexuais com elas". Ele também observou que Cosby "estava se protegendo ao colocar meu nome nas [ordens de pagamento]. Foi um encobrimento." Scotti também afirmou que Cosby regularmente levava modelos e atrizes aspirantes para seu camarim e instruía: "Fique do lado de fora da porta e não deixe ninguém entrar." Em uma entrevista posterior para o Today Show da NBC, Scotti disse que "se sentia como um cafetão". O advogado de Cosby, Martin Singer, negou as acusações de Scotti e disse que o homem de 90 anos que dependia de um andador estava apenas buscando "seus 15 minutos de fama".
No depoimento de 2005 que foi tornado público em julho de 2015, Cosby admitiu ter feito pagamentos regulares a Therese Serignese para recompensá-la por suas boas notas.